# 石川郡 (石川県)
- 令制国一覧 > 北陸道 > 加賀国 > 石川郡
- 日本 > 中部地方 > 石川県 > 石川郡

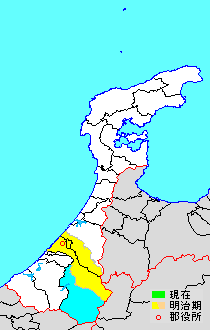
石川県石川郡の範囲（水色：後に他郡から編入した区域）

石川郡（いしかわぐん）は、石川県（加賀国）にあった郡。
石川県や金沢城石川門の語源となった郡である。郡としての人口密度は消滅時点で全国2位だった。

## 郡域
1878年（明治11年）に行政区画として発足した当時の郡域は、2025年現在の下記の区域にあたる。
- 野々市市の全域
- 白山市の大部分（概ね手取川、尾添川以西を除く）
- 金沢市の一部（金沢区に属した区域を除く概ね浅野川以南）

## 歴史
弘仁14年3月1日（823年4月3日）に加賀国設置とともに成立。同年6月4日（7月3日）に加賀郡から分置し石川郡と呼称した。河南郡と呼称した時期もあったが、後に河南郡は廃止され、石川郡になる。この時代の郡域は手取川及び尾添川以北浅野川以南であった。

### 近世以降の沿革
- 明治初年時点で、全域が加賀藩領であった。「旧高旧領取調帳データベース」に記載されている村は以下の通り[注釈 1]。《　》は同データベースでは左記の村に含まれていると見られる。下記のほか金沢城下の一部が本郡に所属。（5町324村）[注釈 2]

御供田村、中村、増泉村、太郎田村、黒田村、田中村、《徳用村》、矢木荒屋村、《長池村》、御経塚村、《野代村》、八日市村、《八日市出村》、押野村、八日市新保村、二日市村、矢木村、東力村、《糸田村》、横江村、米泉村、《保古村》、高畠村、森戸村、西泉村、泉村、泉野村、《地黄煎村、長坂新村、十一屋村、泉野出村》、三日市村、大豆田村、入江村、押越村、吉岡村、《江津村》、福岡村、口直海村、中直海村、久保村、内尾村、《下折村》、金間村、《吹上村》、板尾村、奥池村、後谷村、堂村、石切小原村、鶴来村、向島村、《矢頃島村》、館村（現・白山市）、針道村、《来同村》、安養寺村、《行町村》、柴木村、《七原村》、日向村、長島村、内方新保村、安吉村、菅波村、《藤木村》、上安田村、《運上島村》、上島田村、寄新保村、吉田漆島村、大竹村、《明法島村》、森島村、明島村、日御子村、道法寺村、井口村、荒屋村、知気寺村、松任町、野々市村、《野々市新村》、三口村、近岡村、戸水村、直江村、割出村、大河端村、西蚊爪村、北間村、下安江村、《上安江村》、畝田村、西念新保村、北広岡村、《南広岡村》、大友御供田村、《大友村》、南新保村、三社町、諸江村、須崎村、粟崎村、《五郎島村》、三ツ屋村、宮腰町、平木村、八田村、《八田新屋村》、八田中村、相木村、番匠垣内村、北安田村、成村、徳丸村、村井村、《村井新村、五影堂村》、徳光村、宮永村、宮永新村、倉光村、五歩市村、《橋爪新村》、福増村、打木村、相川村、《相川新村》、倉部村、竹松村、宮永市村、白山村、三宮村、中島村、吉野村、佐良村、瀬波村、市原村、木滑村、《木滑新村》、中宮村、八幡村、大平沢村、《小平沢村》、寺津村、熊走村、《城力村》、羽場村、《田子島村》、白見村、下谷村、瀬領村、法島村、菅池村、《娚杉村》、笠舞村、七曲村、《茅原村》、牛首村、《館村（現・金沢市）》、畠尾村、《上原村》、上荒屋村、鴛原村、《下鴛原村》、河内村、《曲村》、駒帰村、下辰巳村、上辰巳村、中戸村、《天地村》、久安村、西市瀬村、国見村、樫見村、牛坂村、水淵村、《相合谷村》、有松村、《寺地村》、横川村、湯涌村、末村、田井村、涌波新村、《三口新村》、上野新村、《山崎地方》、木津村、《今西村》、長竹村、《町村》、馬替村、額新保村、専福寺村、《乾垣内村》、清金村、《福正寺村》、平松村、剣崎村、堀内村、《田尻村》、末松村、太平寺村、《位川村》、坊丸村、粟田新保村、《下新庄村》、矢作村、《三納村》、三浦村、《幸明村》、下林村、蓮花寺村、《柳町村》、藤平田村、《藤平田新村》、橋爪村、乙丸村、《上二口村》、上林村、中林村、中屋村、上安原村、北笹塚村、《南笹塚村》、専光寺村、《専光寺新村、中野村》、野村、《市川村》、二口村、《二口六丁村》、長田村、示野村、《袋畠村、示野中村》、玉鉾村、《間明村》、赤土村、《鷺森村、二ツ寺村》、松村、観音堂村、寺中村、普正寺村、古保村、藤江村、《二ツ屋村》、下福増村、《中新保村》、下安原村、若宮村、《若宮出村、薬師堂村》、淵上村、《桜田村》、無量寺村、北村、大野町、大桑村、山川村、三小牛村、平栗村、《清瀬村》、別所村、《蓮花村》、円光寺村、住吉村、曽谷村、坂尻村、山科村、《伏見新村》、熱野村、四十万村、額谷村、高尾村、坪野村、大額村、窪村、野田村、小原村、《富樫新保村》、三十苅村、《額乙丸村》、部入道村、《上新庄村》、小柳村、宮保村、松本村、福留村、《源兵衛島新村》、本吉新村、番田村、《福永村》、宮丸村、下柏野村、小上村、上柏野村、笠間村、鹿島村、北島村、手取村、《手取新村》、黒瀬村、四屋村、米永村、流安田村、荒屋柏野村、東米光村、平加村、水島村、小川村、長屋村、西米光村、末正村、石立村、源兵衛島村、蓮池村、倉ヶ岳村、月橋村、土清水村、本吉町、日尾村、見定村、二又村、倉谷村
- 慶応2年（1866年） - 宮腰町が金石本町[注釈 7]に、大野町が金石庄町[注釈 8]にそれぞれ改称。
- 明治2年
  - 6月17日（1869年7月25日） - 版籍奉還により加賀藩（通称）の正式名称が金沢藩となる。
  - 本吉町が能美郡湊村と合併して美川町となる。旧・本吉町を北郷、旧・湊村を南郷と称する。
- 明治4年
  - 7月14日（1871年8月29日） - 廃藩置県により金沢県の管轄となる。
  - 美川町の一部（南郷）が分立して能美郡湊村となる。
- 明治5年2月2日（1872年3月10日） - 金沢県が改称して石川県となる。
- 明治9年（1876年） - 赤土村・鷺森村が合併して神合村となる。（5町323村）
- 明治11年（1878年）12月17日 - 郡区町村編制法の石川県での施行により、行政区画としての石川郡が発足。郡役所を松任東一番町に設置。金沢城下各町[注釈 9]は金沢区となり、郡より離脱。（4町323村）
- 1881年（明治14年） - 鶴来村が改称して鶴来町、館村（現・白山市）が改称して田地村となる。（5町322村）

### 町村制以降の沿革
- 明治22年（1889年）4月1日 - 町村制の施行により、以下の町村が発足。（5町39村）

- 松任町（単独町制。現・白山市）
- 上金石町（金石本町が単独町制。現・金沢市）
- 下金石町（金石庄町が単独町制。現・金沢市）
- 美川町（単独町制。現・白山市）
- 鶴来町（単独町制。現・白山市）
- 比楽島村 ← 水島村、源兵衛島村、上安田村、福永村、運上島村、番田村（現・白山市）
- 福留村 ← 福留村、源兵衛島新村、流安田村、四屋村（現・白山市）
- 柏野村 ← 下柏野村、荒屋柏野村、小上村、上柏野村（現・白山市）
- 蝶屋村 ← 西米光村、蓮池村、平加村、手取新村、本吉新村、手取村、長屋村、末正村、鹿島村（現・白山市）
- 笠間村 ← 笠間村、松本村、石立村、北島村、東米光村（現・白山市）
- 笠島村 ← 宮保村、黒瀬村、小川村（現・白山市）
- 一木村 ← 村井村、宮丸村、米永村（現・白山市）
- 出城村 ← 成村、北安田村、平木村、竹松村（現・白山市）
- 御手洗村 ← 相川村、相川新村、村井新村、徳光村（現・白山市）
- 旭村 ← 八田新屋村、八田村、八田中村、中新保村、倉部村、宮永村、宮永市村、宮永新村、福増村、相木村（現・白山市）
- 安原村 ← 中屋村、打木村、下福増村、上安原村、下安原村、専光寺新村（現・金沢市）
- 郷村 ← 堀内村、田尻村、蓮花寺村、柳町村、徳用村、三日市村、二日市村、長池村（現・野々市市）、田中村（現・白山市、野々市市）、専福寺村、番匠垣内村、横江村（現・白山市）
- 中奥村 ← 徳丸村、乾垣内村、町村、長竹村、幸明村、三浦村、橋爪村、橋爪新村、五歩市村、倉光村、福正寺村（現・白山市）
- 林中村 ← 菅波村、乙丸村、坊丸村、田地村、今西村、木津村、上二口村、平松村、剣崎村（現・白山市）
- 山島村 ← 吉田漆島村、矢頃島村、上島田村、内方新保村、寄新保村、五影堂村、向島村、藤木村、安吉村、長島村（現・白山市）
- 舘畑村 ← 行町村、針道村、来同村、日向村、井口村、明法島村、大竹村、柴木村、安養寺村、七原村（現・白山市）
- 林村 ← 道法寺村、荒屋村、坂尻村、知気寺村、曽谷村、熱野村、部入道村（現・白山市）
- 蔵山村 ← 月橋村、小柳村、明島村、日御子村、森島村（現・白山市）
- 河内村 ← 石切小原村、八幡村、三宮村、白山村、中直海村、中島村、福岡村、江津村、口直海村、吉岡村、久保村、吹上村、板尾村、金間村、下折村、内尾村、奥池村（現・白山市）
- 吉野谷村 ← 吉野村、佐良村、瀬波村、木滑村、市原村、中宮村、木滑新村（現・白山市）
- 額村 ← 額谷村、大額村、額乙丸村、四十万村、三十苅村、額新保村、馬替村（現・金沢市）
- 富奥村 ← 位川村、三納村、下林村、藤平田村、中林村、清金村、末松村、藤平田新村、矢作村、上林村、太平寺村、粟田新保村、下新庄村、上新庄村（現・野々市市）
- 野々市村 ← 野々市村、横川村［一部］（現・野々市市）
- 押野村 ← 押越村、野代村、御経塚村（現・野々市市）、押野村（現・金沢市、野々市市）、八日市村、八日市出村、八日市新保村、森戸村、矢木荒屋村、太郎田村、矢木村（現・金沢市）
- 三馬村 ← 泉村、有松村、西泉村、米泉村、横川村［大部分］、久安村、野々市新村（現・金沢市）
- 富樫村 ← 地黄煎村、円光寺村、山科村、高尾村、伏見新村、窪村、清瀬村、坪野村、寺地村、倉ヶ岳村（現・金沢市）
- 野村 ← 長坂新村、十一屋村、法島村、泉野出村、野田村、泉野村、平栗村（現・金沢市）
- 内川村 ← 三小牛村、別所村、蓮花村、小原村、富樫新保村、住吉村、山川村、堂村、後谷村（現・金沢市）
- 犀川村 ← 末村、天池村、中戸村、大平沢村、国見村、小平沢村、樫見村、上辰巳村、下辰巳村、水淵村、菅池村、相合谷村、鴛原村、下鴛原村、瀬領村、駒帰村、城力村、熊走村、娚杉村、寺津村、日尾村、見定村、二又村、倉谷村（現・金沢市）
- 湯涌谷村 ← 白見村、上原村、田子島村、湯涌村、上荒屋村、河内村、曲村、畠尾村、茅原村、七曲村、西市瀬村、下谷村、羽場村、館村（現・金沢市）
- 崎浦村 ← 笠舞村、三口新村、涌波新村、田井村、上野新村、山崎地方、土清水村、牛坂村、牛首村、大桑村（現・金沢市）
- 米丸村 ← 入江村、玉鉾村、間明村、高畠村、東力村、黒田村、保古村、糸田村、増泉村［一部を除く］、中村［一部を除く］、御供田村（現・金沢市）
- 二塚村 ← 北笹塚村、袋畠村、中野村、神合村、専光寺村、野村、二ツ寺村、市川村、南笹塚村、古保村（現・金沢市）
- 大野村 ← 寺中村、松村、観音堂村、普正寺村、藤江村、畝田村、無量寺村（現・金沢市）
- 戸板村 ← 大豆田村、二口村、北村、若宮出村、二ツ屋村、二口六丁村、薬師堂村、若宮村、淵上村、桜田村、示野中村、示野村、北広岡村、南広岡村、長田村、西念新保村、中村［一部］、増泉村［一部］（現・金沢市）
- 鞍月村 ← 南新保村、直江村、近岡村、大友村、大友御供田村、戸水村（現・金沢市）
- 弓取村 ← 三口村、割出村、諸江村、下安江村、上安江村、三ツ屋村（現・金沢市）
- 潟津村 ← 大河端村、北間村、須崎村、西蚊爪村（現・金沢市）
- 粟崎村 ← 粟崎村、五郎島村（現・金沢市）

- 明治24年（1891年）
  - 7月1日 - 郡制を施行。
  - 11月21日

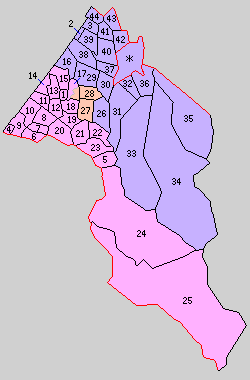
1.松任町 2.上金石町 3.下金石町 4.美川町 5.鶴来町 6.比楽島村 7.福留村 8.柏野村 9.蝶屋村 10.笠間村 11.笠島村 12.一木村 13.出城村 14.御手洗村 15.旭村 16.安原村 17.郷村 18.中奥村 19.林中村 20.山島村 21.館畑村 22.林村 23.蔵山村 24.河内村 25.吉野谷村 26.額村 27.富奥村 28.野々市村 29.押野村 30.三馬村 31.富樫村 32.野村 33.内川村 34.犀川村 35.湯涌谷村 36.崎浦村 37.米丸村 38.二塚村 39.大野村 40.戸板村 41.鞍月村 42.弓取村 43.潟津村 44.粟崎村（紫：金沢市 桃：白山市 橙：野々市市 ＊：発足時の金沢市）

    - 比楽島村が能美郡砂川村の一部（出合島）を編入。
    - 湯涌谷村の一部（館）が崎浦村に編入。
- 明治31年（1898年）5月12日 - 下金石町が改称して大野町となる。
- 明治32年（1899年）3月17日 - 笠島村が改称して宮保村となる。
- 大正9年（1920年）6月1日 - 上金石町が改称して金石町となる。
- 大正12年（1923年）4月1日 - 郡会が廃止。郡役所は存続。
- 大正13年（1924年）
  - 1月1日 - 野村の一部（泉野の一部）が金沢市に編入。
  - 7月1日 - 野々市村が町制施行して野々市町となる。（6町38村）
- 大正14年（1925年）
  - 4月1日 - 野村が金沢市に編入。（6町37村）
  - 4月10日 - 弓取村が金沢市に編入。（6町36村）
- 大正15年（1926年）7月1日 - 郡役所が廃止。以降は地域区分名称となる。
- 昭和9年（1934年）7月15日 - 比楽島村・福留村が合併して石川村が発足。（6町35村）
- 昭和10年（1935年）12月16日 - 富樫村・潟津村・米丸村・鞍月村・粟崎村・大野町が金沢市に編入。（5町30村）
- 昭和10年（1935年）時点での当郡の面積は582.34平方km、人口は92,341人（男44,352人・女47,989人）[注釈 12]。
- 昭和11年（1936年）4月1日 - 崎浦村・三馬村が金沢市に編入。（5町28村）
- 昭和18年（1943年）
  - 10月1日 - 戸板村が金沢市に編入。（5町27村）
  - 12月1日 - 金石町・二塚村・大野村が金沢市に編入。（4町25村）
- 昭和24年（1949年）6月1日 - 能美郡白峰村・尾口村・鳥越村の所属郡が本郡に変更[2]。（4町28村）
- 昭和26年（1951年）
  - 4月1日 - 河内村の一部（石切小原・八幡・三宮・白山・中島）が分立して一ノ宮村が発足。（4町29村）
  - 8月25日 - 旭村の一部（相木）が松任町に編入。
- 昭和29年（1954年）
  - 7月1日 - 犀川村・内川村・湯涌谷村・安原村・額村が金沢市に編入。（4町24村）
  - 11月1日
    - 美川町・蝶屋村・能美郡湊村が合併し、改めて美川町が発足[3]。（4町23村）
    - 鶴来町・林村・蔵山村・一ノ宮村・館畑村が合併し、改めて鶴来町が発足[3]。（4町19村）（4町9村）
- 昭和30年（1955年）4月1日 - 野々市町・富奥村が合併し、改めて野々市町が発足。（4町8村）
- 昭和31年（1956年）
  - 1月1日 - 押野村が金沢市に編入。（4町7村）
  - 9月30日 - 郷村が分割され、一部（専福寺・番匠垣内・横江および田中の一部）が松任町に[3]、残部（堀内・田尻・蓮花寺・柳町・徳用・二日市・三日市・長池および田中の一部）が野々市町にそれぞれ編入。（4町6村）
- 昭和32年（1957年）
  - 1月1日 - 山島村が松任町に編入[3]。（4町5村）
  - 4月10日 - 野々市町が金沢市の一部（御経塚町・野代町および押越町の一部）を編入。
- 昭和45年（1970年）10月10日 - 松任町が市制施行して松任市となり[3]、郡より離脱。（3町5村）
- 平成17年（2005年）2月1日 - 美川町・鶴来町・河内村・吉野谷村・鳥越村・尾口村・白峰村が松任市と合併して白山市が発足し[3]、郡より離脱。（1町）
- 平成23年（2011年）11月11日 - 野々市町が市制施行して野々市市となる[4]。同日石川郡消滅。

### 変遷表
| 所 属 郡 | 近世以前     | 近世以前     | 幕末 - 明治3年        | 明治4年 - 明治5年                       | 明治6年 - 明治22年      | 明治22年 4月1日 町村制施行 | 明治22年 - 大正15年             | 昭和元年 - 昭和19年           | 昭和20年 - 昭和26年          | 昭和27年 - 昭和29年                  | 昭和30年 - 昭和64年            | 昭和30年 - 昭和64年            | 平成元年 - 現在                | 現在     |
| -------- | ------------ | ------------ | --------------------- | --------------------------------------- | ----------------------- | -------------------------- | ------------------------------- | ----------------------------- | ---------------------------- | ------------------------------------ | ------------------------------ | ------------------------------ | ------------------------------ | -------- |
| 石 川 郡 | 金沢城下各町 | 金沢城下各町 | 金沢城下各町          | 金沢城下各町                            | 明治11年12月17日 金沢区 | 金沢市                     | 金沢市                          | 金沢市                        | 金沢市                       | 金沢市                               | 金沢市                         | 金沢市                         | 金沢市                         | 金沢市   |
| 石 川 郡 | 泉野村       | 一部         | 泉野村                | 泉野村                                  | 泉野村                  | 野村                       | 大正13年4月1日 金沢市に編入     | 金沢市                        | 金沢市                       | 金沢市                               | 金沢市                         | 金沢市                         | 金沢市                         | 金沢市   |
| 石 川 郡 | 泉野村       | 一部         | 泉野村                | 泉野村                                  | 泉野村                  | 野村                       | 大正14年4月1日 金沢市に編入     | 金沢市                        | 金沢市                       | 金沢市                               | 金沢市                         | 金沢市                         | 金沢市                         | 金沢市   |
| 石 川 郡 | 長坂新村     | 長坂新村     | 長坂新村              | 長坂新村                                | 長坂新村                | 野村                       | 大正14年4月1日 金沢市に編入     | 金沢市                        | 金沢市                       | 金沢市                               | 金沢市                         | 金沢市                         | 金沢市                         | 金沢市   |
| 石 川 郡 | 十一屋村     | 十一屋村     | 十一屋村              | 十一屋村                                | 十一屋村                | 野村                       | 大正14年4月1日 金沢市に編入     | 金沢市                        | 金沢市                       | 金沢市                               | 金沢市                         | 金沢市                         | 金沢市                         | 金沢市   |
| 石 川 郡 | 法島村       | 法島村       | 法島村                | 法島村                                  | 法島村                  | 野村                       | 大正14年4月1日 金沢市に編入     | 金沢市                        | 金沢市                       | 金沢市                               | 金沢市                         | 金沢市                         | 金沢市                         | 金沢市   |
| 石 川 郡 | 泉野出村     | 泉野出村     | 泉野出村              | 泉野出村                                | 泉野出村                | 野村                       | 大正14年4月1日 金沢市に編入     | 金沢市                        | 金沢市                       | 金沢市                               | 金沢市                         | 金沢市                         | 金沢市                         | 金沢市   |
| 石 川 郡 | 野田村       | 野田村       | 野田村                | 野田村                                  | 野田村                  | 野村                       | 大正14年4月1日 金沢市に編入     | 金沢市                        | 金沢市                       | 金沢市                               | 金沢市                         | 金沢市                         | 金沢市                         | 金沢市   |
| 石 川 郡 | 平栗村       | 平栗村       | 平栗村                | 平栗村                                  | 平栗村                  | 野村                       | 大正14年4月1日 金沢市に編入     | 金沢市                        | 金沢市                       | 金沢市                               | 金沢市                         | 金沢市                         | 金沢市                         | 金沢市   |
| 石 川 郡 | 三口村       | 三口村       | 三口村                | 三口村                                  | 三口村                  | 弓取村                     | 大正14年4月10日 金沢市に編入    | 金沢市                        | 金沢市                       | 金沢市                               | 金沢市                         | 金沢市                         | 金沢市                         | 金沢市   |
| 石 川 郡 | 割出村       | 割出村       | 割出村                | 割出村                                  | 割出村                  | 弓取村                     | 大正14年4月10日 金沢市に編入    | 金沢市                        | 金沢市                       | 金沢市                               | 金沢市                         | 金沢市                         | 金沢市                         | 金沢市   |
| 石 川 郡 | 諸江村       | 諸江村       | 諸江村                | 諸江村                                  | 諸江村                  | 弓取村                     | 大正14年4月10日 金沢市に編入    | 金沢市                        | 金沢市                       | 金沢市                               | 金沢市                         | 金沢市                         | 金沢市                         | 金沢市   |
| 石 川 郡 | 下安江村     | 下安江村     | 下安江村              | 下安江村                                | 下安江村                | 弓取村                     | 大正14年4月10日 金沢市に編入    | 金沢市                        | 金沢市                       | 金沢市                               | 金沢市                         | 金沢市                         | 金沢市                         | 金沢市   |
| 石 川 郡 | 上安江村     | 上安江村     | 上安江村              | 上安江村                                | 上安江村                | 弓取村                     | 大正14年4月10日 金沢市に編入    | 金沢市                        | 金沢市                       | 金沢市                               | 金沢市                         | 金沢市                         | 金沢市                         | 金沢市   |
| 石 川 郡 | 三ツ屋村     | 三ツ屋村     | 三ツ屋村              | 三ツ屋村                                | 三ツ屋村                | 弓取村                     | 大正14年4月10日 金沢市に編入    | 金沢市                        | 金沢市                       | 金沢市                               | 金沢市                         | 金沢市                         | 金沢市                         | 金沢市   |
| 石 川 郡 | 地黄煎村     | 地黄煎村     | 地黄煎村              | 地黄煎村                                | 地黄煎村                | 富樫村                     | 富樫村                          | 昭和10年12月16日 金沢市に編入 | 金沢市                       | 金沢市                               | 金沢市                         | 金沢市                         | 金沢市                         | 金沢市   |
| 石 川 郡 | 円光寺村     | 円光寺村     | 円光寺村              | 円光寺村                                | 円光寺村                | 富樫村                     | 富樫村                          | 昭和10年12月16日 金沢市に編入 | 金沢市                       | 金沢市                               | 金沢市                         | 金沢市                         | 金沢市                         | 金沢市   |
| 石 川 郡 | 山科村       | 山科村       | 山科村                | 山科村                                  | 山科村                  | 富樫村                     | 富樫村                          | 昭和10年12月16日 金沢市に編入 | 金沢市                       | 金沢市                               | 金沢市                         | 金沢市                         | 金沢市                         | 金沢市   |
| 石 川 郡 | 高尾村       | 高尾村       | 高尾村                | 高尾村                                  | 高尾村                  | 富樫村                     | 富樫村                          | 昭和10年12月16日 金沢市に編入 | 金沢市                       | 金沢市                               | 金沢市                         | 金沢市                         | 金沢市                         | 金沢市   |
| 石 川 郡 | 伏見新村     | 伏見新村     | 伏見新村              | 伏見新村                                | 伏見新村                | 富樫村                     | 富樫村                          | 昭和10年12月16日 金沢市に編入 | 金沢市                       | 金沢市                               | 金沢市                         | 金沢市                         | 金沢市                         | 金沢市   |
| 石 川 郡 | 窪村         | 窪村         | 窪村                  | 窪村                                    | 窪村                    | 富樫村                     | 富樫村                          | 昭和10年12月16日 金沢市に編入 | 金沢市                       | 金沢市                               | 金沢市                         | 金沢市                         | 金沢市                         | 金沢市   |
| 石 川 郡 | 清瀬村       | 清瀬村       | 清瀬村                | 清瀬村                                  | 清瀬村                  | 富樫村                     | 富樫村                          | 昭和10年12月16日 金沢市に編入 | 金沢市                       | 金沢市                               | 金沢市                         | 金沢市                         | 金沢市                         | 金沢市   |
| 石 川 郡 | 坪野村       | 坪野村       | 坪野村                | 坪野村                                  | 坪野村                  | 富樫村                     | 富樫村                          | 昭和10年12月16日 金沢市に編入 | 金沢市                       | 金沢市                               | 金沢市                         | 金沢市                         | 金沢市                         | 金沢市   |
| 石 川 郡 | 寺地村       | 寺地村       | 寺地村                | 寺地村                                  | 寺地村                  | 富樫村                     | 富樫村                          | 昭和10年12月16日 金沢市に編入 | 金沢市                       | 金沢市                               | 金沢市                         | 金沢市                         | 金沢市                         | 金沢市   |
| 石 川 郡 | 倉ヶ岳村     | 倉ヶ岳村     | 倉ヶ岳村              | 倉ヶ岳村                                | 倉ヶ岳村                | 富樫村                     | 富樫村                          | 昭和10年12月16日 金沢市に編入 | 金沢市                       | 金沢市                               | 金沢市                         | 金沢市                         | 金沢市                         | 金沢市   |
| 石 川 郡 | 南新保村     | 南新保村     | 南新保村              | 南新保村                                | 南新保村                | 鞍月村                     | 鞍月村                          | 昭和10年12月16日 金沢市に編入 | 金沢市                       | 金沢市                               | 金沢市                         | 金沢市                         | 金沢市                         | 金沢市   |
| 石 川 郡 | 直江村       | 直江村       | 直江村                | 直江村                                  | 直江村                  | 鞍月村                     | 鞍月村                          | 昭和10年12月16日 金沢市に編入 | 金沢市                       | 金沢市                               | 金沢市                         | 金沢市                         | 金沢市                         | 金沢市   |
| 石 川 郡 | 近岡村       | 近岡村       | 近岡村                | 近岡村                                  | 近岡村                  | 鞍月村                     | 鞍月村                          | 昭和10年12月16日 金沢市に編入 | 金沢市                       | 金沢市                               | 金沢市                         | 金沢市                         | 金沢市                         | 金沢市   |
| 石 川 郡 | 大友村       | 大友村       | 大友村                | 大友村                                  | 大友村                  | 鞍月村                     | 鞍月村                          | 昭和10年12月16日 金沢市に編入 | 金沢市                       | 金沢市                               | 金沢市                         | 金沢市                         | 金沢市                         | 金沢市   |
| 石 川 郡 | 大友御供田村 | 大友御供田村 | 大友御供田村          | 大友御供田村                            | 大友御供田村            | 鞍月村                     | 鞍月村                          | 昭和10年12月16日 金沢市に編入 | 金沢市                       | 金沢市                               | 金沢市                         | 金沢市                         | 金沢市                         | 金沢市   |
| 石 川 郡 | 戸水村       | 戸水村       | 戸水村                | 戸水村                                  | 戸水村                  | 鞍月村                     | 鞍月村                          | 昭和10年12月16日 金沢市に編入 | 金沢市                       | 金沢市                               | 金沢市                         | 金沢市                         | 金沢市                         | 金沢市   |
| 石 川 郡 | 大河端村     | 大河端村     | 大河端村              | 大河端村                                | 大河端村                | 潟津村                     | 潟津村                          | 昭和10年12月16日 金沢市に編入 | 金沢市                       | 金沢市                               | 金沢市                         | 金沢市                         | 金沢市                         | 金沢市   |
| 石 川 郡 | 北間村       | 北間村       | 北間村                | 北間村                                  | 北間村                  | 潟津村                     | 潟津村                          | 昭和10年12月16日 金沢市に編入 | 金沢市                       | 金沢市                               | 金沢市                         | 金沢市                         | 金沢市                         | 金沢市   |
| 石 川 郡 | 須崎村       | 須崎村       | 須崎村                | 須崎村                                  | 須崎村                  | 潟津村                     | 潟津村                          | 昭和10年12月16日 金沢市に編入 | 金沢市                       | 金沢市                               | 金沢市                         | 金沢市                         | 金沢市                         | 金沢市   |
| 石 川 郡 | 西蚊爪村     | 西蚊爪村     | 西蚊爪村              | 西蚊爪村                                | 西蚊爪村                | 潟津村                     | 潟津村                          | 昭和10年12月16日 金沢市に編入 | 金沢市                       | 金沢市                               | 金沢市                         | 金沢市                         | 金沢市                         | 金沢市   |
| 石 川 郡 | 粟崎村       | 粟崎村       | 粟崎村                | 粟崎村                                  | 粟崎村                  | 粟崎村                     | 粟崎村                          | 昭和10年12月16日 金沢市に編入 | 金沢市                       | 金沢市                               | 金沢市                         | 金沢市                         | 金沢市                         | 金沢市   |
| 石 川 郡 | 五郎島村     | 五郎島村     | 五郎島村              | 五郎島村                                | 五郎島村                | 粟崎村                     | 粟崎村                          | 昭和10年12月16日 金沢市に編入 | 金沢市                       | 金沢市                               | 金沢市                         | 金沢市                         | 金沢市                         | 金沢市   |
| 石 川 郡 | 入江村       | 入江村       | 入江村                | 入江村                                  | 入江村                  | 米丸村                     | 米丸村                          | 昭和10年12月16日 金沢市に編入 | 金沢市                       | 金沢市                               | 金沢市                         | 金沢市                         | 金沢市                         | 金沢市   |
| 石 川 郡 | 玉鉾村       | 玉鉾村       | 玉鉾村                | 玉鉾村                                  | 玉鉾村                  | 米丸村                     | 米丸村                          | 昭和10年12月16日 金沢市に編入 | 金沢市                       | 金沢市                               | 金沢市                         | 金沢市                         | 金沢市                         | 金沢市   |
| 石 川 郡 | 間明村       | 間明村       | 間明村                | 間明村                                  | 間明村                  | 米丸村                     | 米丸村                          | 昭和10年12月16日 金沢市に編入 | 金沢市                       | 金沢市                               | 金沢市                         | 金沢市                         | 金沢市                         | 金沢市   |
| 石 川 郡 | 高畠村       | 高畠村       | 高畠村                | 高畠村                                  | 高畠村                  | 米丸村                     | 米丸村                          | 昭和10年12月16日 金沢市に編入 | 金沢市                       | 金沢市                               | 金沢市                         | 金沢市                         | 金沢市                         | 金沢市   |
| 石 川 郡 | 東力村       | 東力村       | 東力村                | 東力村                                  | 東力村                  | 米丸村                     | 米丸村                          | 昭和10年12月16日 金沢市に編入 | 金沢市                       | 金沢市                               | 金沢市                         | 金沢市                         | 金沢市                         | 金沢市   |
| 石 川 郡 | 黒田村       | 黒田村       | 黒田村                | 黒田村                                  | 黒田村                  | 米丸村                     | 米丸村                          | 昭和10年12月16日 金沢市に編入 | 金沢市                       | 金沢市                               | 金沢市                         | 金沢市                         | 金沢市                         | 金沢市   |
| 石 川 郡 | 保古村       | 保古村       | 保古村                | 保古村                                  | 保古村                  | 米丸村                     | 米丸村                          | 昭和10年12月16日 金沢市に編入 | 金沢市                       | 金沢市                               | 金沢市                         | 金沢市                         | 金沢市                         | 金沢市   |
| 石 川 郡 | 糸田村       | 糸田村       | 糸田村                | 糸田村                                  | 糸田村                  | 米丸村                     | 米丸村                          | 昭和10年12月16日 金沢市に編入 | 金沢市                       | 金沢市                               | 金沢市                         | 金沢市                         | 金沢市                         | 金沢市   |
| 石 川 郡 | 御供田村     | 御供田村     | 御供田村              | 御供田村                                | 御供田村                | 米丸村                     | 米丸村                          | 昭和10年12月16日 金沢市に編入 | 金沢市                       | 金沢市                               | 金沢市                         | 金沢市                         | 金沢市                         | 金沢市   |
| 石 川 郡 | 増泉村       | 一部を除く   | 増泉村                | 増泉村                                  | 増泉村                  | 米丸村                     | 米丸村                          | 昭和10年12月16日 金沢市に編入 | 金沢市                       | 金沢市                               | 金沢市                         | 金沢市                         | 金沢市                         | 金沢市   |
| 石 川 郡 | 増泉村       | 一部         | 増泉村                | 増泉村                                  | 増泉村                  | 戸板村                     | 戸板村                          | 昭和18年10月1日 金沢市に編入  | 金沢市                       | 金沢市                               | 金沢市                         | 金沢市                         | 金沢市                         | 金沢市   |
| 石 川 郡 | 大豆田村     | 大豆田村     | 大豆田村              | 大豆田村                                | 大豆田村                | 戸板村                     | 戸板村                          | 昭和18年10月1日 金沢市に編入  | 金沢市                       | 金沢市                               | 金沢市                         | 金沢市                         | 金沢市                         | 金沢市   |
| 石 川 郡 | 二口村       | 二口村       | 二口村                | 二口村                                  | 二口村                  | 戸板村                     | 戸板村                          | 昭和18年10月1日 金沢市に編入  | 金沢市                       | 金沢市                               | 金沢市                         | 金沢市                         | 金沢市                         | 金沢市   |
| 石 川 郡 | 北村         | 北村         | 北村                  | 北村                                    | 北村                    | 戸板村                     | 戸板村                          | 昭和18年10月1日 金沢市に編入  | 金沢市                       | 金沢市                               | 金沢市                         | 金沢市                         | 金沢市                         | 金沢市   |
| 石 川 郡 | 若宮出村     | 若宮出村     | 若宮出村              | 若宮出村                                | 若宮出村                | 戸板村                     | 戸板村                          | 昭和18年10月1日 金沢市に編入  | 金沢市                       | 金沢市                               | 金沢市                         | 金沢市                         | 金沢市                         | 金沢市   |
| 石 川 郡 | 二ツ屋村     | 二ツ屋村     | 二ツ屋村              | 二ツ屋村                                | 二ツ屋村                | 戸板村                     | 戸板村                          | 昭和18年10月1日 金沢市に編入  | 金沢市                       | 金沢市                               | 金沢市                         | 金沢市                         | 金沢市                         | 金沢市   |
| 石 川 郡 | 二口六丁村   | 二口六丁村   | 二口六丁村            | 二口六丁村                              | 二口六丁村              | 戸板村                     | 戸板村                          | 昭和18年10月1日 金沢市に編入  | 金沢市                       | 金沢市                               | 金沢市                         | 金沢市                         | 金沢市                         | 金沢市   |
| 石 川 郡 | 薬師堂村     | 薬師堂村     | 薬師堂村              | 薬師堂村                                | 薬師堂村                | 戸板村                     | 戸板村                          | 昭和18年10月1日 金沢市に編入  | 金沢市                       | 金沢市                               | 金沢市                         | 金沢市                         | 金沢市                         | 金沢市   |
| 石 川 郡 | 若宮村       | 若宮村       | 若宮村                | 若宮村                                  | 若宮村                  | 戸板村                     | 戸板村                          | 昭和18年10月1日 金沢市に編入  | 金沢市                       | 金沢市                               | 金沢市                         | 金沢市                         | 金沢市                         | 金沢市   |
| 石 川 郡 | 淵上村       | 淵上村       | 淵上村                | 淵上村                                  | 淵上村                  | 戸板村                     | 戸板村                          | 昭和18年10月1日 金沢市に編入  | 金沢市                       | 金沢市                               | 金沢市                         | 金沢市                         | 金沢市                         | 金沢市   |
| 石 川 郡 | 桜田村       | 桜田村       | 桜田村                | 桜田村                                  | 桜田村                  | 戸板村                     | 戸板村                          | 昭和18年10月1日 金沢市に編入  | 金沢市                       | 金沢市                               | 金沢市                         | 金沢市                         | 金沢市                         | 金沢市   |
| 石 川 郡 | 示野中村     | 示野中村     | 示野中村              | 示野中村                                | 示野中村                | 戸板村                     | 戸板村                          | 昭和18年10月1日 金沢市に編入  | 金沢市                       | 金沢市                               | 金沢市                         | 金沢市                         | 金沢市                         | 金沢市   |
| 石 川 郡 | 示野村       | 示野村       | 示野村                | 示野村                                  | 示野村                  | 戸板村                     | 戸板村                          | 昭和18年10月1日 金沢市に編入  | 金沢市                       | 金沢市                               | 金沢市                         | 金沢市                         | 金沢市                         | 金沢市   |
| 石 川 郡 | 北広岡村     | 北広岡村     | 北広岡村              | 北広岡村                                | 北広岡村                | 戸板村                     | 戸板村                          | 昭和18年10月1日 金沢市に編入  | 金沢市                       | 金沢市                               | 金沢市                         | 金沢市                         | 金沢市                         | 金沢市   |
| 石 川 郡 | 南広岡村     | 南広岡村     | 南広岡村              | 南広岡村                                | 南広岡村                | 戸板村                     | 戸板村                          | 昭和18年10月1日 金沢市に編入  | 金沢市                       | 金沢市                               | 金沢市                         | 金沢市                         | 金沢市                         | 金沢市   |
| 石 川 郡 | 長田村       | 長田村       | 長田村                | 長田村                                  | 長田村                  | 戸板村                     | 戸板村                          | 昭和18年10月1日 金沢市に編入  | 金沢市                       | 金沢市                               | 金沢市                         | 金沢市                         | 金沢市                         | 金沢市   |
| 石 川 郡 | 西念新保村   | 西念新保村   | 西念新保村            | 西念新保村                              | 西念新保村              | 戸板村                     | 戸板村                          | 昭和18年10月1日 金沢市に編入  | 金沢市                       | 金沢市                               | 金沢市                         | 金沢市                         | 金沢市                         | 金沢市   |
| 石 川 郡 | 中村         | 一部         | 中村                  | 中村                                    | 中村                    | 戸板村                     | 戸板村                          | 昭和18年10月1日 金沢市に編入  | 金沢市                       | 金沢市                               | 金沢市                         | 金沢市                         | 金沢市                         | 金沢市   |
| 石 川 郡 | 中村         | 一部を除く   | 中村                  | 中村                                    | 中村                    | 米丸村                     | 米丸村                          | 昭和10年12月16日 金沢市に編入 | 金沢市                       | 金沢市                               | 金沢市                         | 金沢市                         | 金沢市                         | 金沢市   |
| 石 川 郡 | 大野町       | 大野町       | 慶応2年 改称 金石庄町 | 金石庄町                                | 金石庄町                | 下金石町                   | 明治31年3月12日 改称 大野町     | 昭和10年12月16日 金沢市に編入 | 金沢市                       | 金沢市                               | 金沢市                         | 金沢市                         | 金沢市                         | 金沢市   |
| 石 川 郡 | 宮腰町       | 宮腰町       | 慶応2年 改称 金石本町 | 金石本町                                | 金石本町                | 上金石町                   | 大正9年6月1日 改称 金石町       | 昭和18年12月1日 金沢市に編入  | 金沢市                       | 金沢市                               | 金沢市                         | 金沢市                         | 金沢市                         | 金沢市   |
| 石 川 郡 | 北笹塚村     | 北笹塚村     | 北笹塚村              | 北笹塚村                                | 北笹塚村                | 二塚村                     | 二塚村                          | 昭和18年12月1日 金沢市に編入  | 金沢市                       | 金沢市                               | 金沢市                         | 金沢市                         | 金沢市                         | 金沢市   |
| 石 川 郡 | 袋畠村       | 袋畠村       | 袋畠村                | 袋畠村                                  | 袋畠村                  | 二塚村                     | 二塚村                          | 昭和18年12月1日 金沢市に編入  | 金沢市                       | 金沢市                               | 金沢市                         | 金沢市                         | 金沢市                         | 金沢市   |
| 石 川 郡 | 中野村       | 中野村       | 中野村                | 中野村                                  | 中野村                  | 二塚村                     | 二塚村                          | 昭和18年12月1日 金沢市に編入  | 金沢市                       | 金沢市                               | 金沢市                         | 金沢市                         | 金沢市                         | 金沢市   |
| 石 川 郡 | 赤土村       | 赤土村       | 赤土村                | 赤土村                                  | 明治9年 神合村          | 二塚村                     | 二塚村                          | 昭和18年12月1日 金沢市に編入  | 金沢市                       | 金沢市                               | 金沢市                         | 金沢市                         | 金沢市                         | 金沢市   |
| 石 川 郡 | 鷺森村       | 鷺森村       | 鷺森村                | 鷺森村                                  | 明治9年 神合村          | 二塚村                     | 二塚村                          | 昭和18年12月1日 金沢市に編入  | 金沢市                       | 金沢市                               | 金沢市                         | 金沢市                         | 金沢市                         | 金沢市   |
| 石 川 郡 | 専光寺村     | 専光寺村     | 専光寺村              | 専光寺村                                | 専光寺村                | 二塚村                     | 二塚村                          | 昭和18年12月1日 金沢市に編入  | 金沢市                       | 金沢市                               | 金沢市                         | 金沢市                         | 金沢市                         | 金沢市   |
| 石 川 郡 | 野村         | 野村         | 野村                  | 野村                                    | 野村                    | 二塚村                     | 二塚村                          | 昭和18年12月1日 金沢市に編入  | 金沢市                       | 金沢市                               | 金沢市                         | 金沢市                         | 金沢市                         | 金沢市   |
| 石 川 郡 | 二ツ寺村     | 二ツ寺村     | 二ツ寺村              | 二ツ寺村                                | 二ツ寺村                | 二塚村                     | 二塚村                          | 昭和18年12月1日 金沢市に編入  | 金沢市                       | 金沢市                               | 金沢市                         | 金沢市                         | 金沢市                         | 金沢市   |
| 石 川 郡 | 市川村       | 市川村       | 市川村                | 市川村                                  | 市川村                  | 二塚村                     | 二塚村                          | 昭和18年12月1日 金沢市に編入  | 金沢市                       | 金沢市                               | 金沢市                         | 金沢市                         | 金沢市                         | 金沢市   |
| 石 川 郡 | 南笹塚村     | 南笹塚村     | 南笹塚村              | 南笹塚村                                | 南笹塚村                | 二塚村                     | 二塚村                          | 昭和18年12月1日 金沢市に編入  | 金沢市                       | 金沢市                               | 金沢市                         | 金沢市                         | 金沢市                         | 金沢市   |
| 石 川 郡 | 古保村       | 古保村       | 古保村                | 古保村                                  | 古保村                  | 二塚村                     | 二塚村                          | 昭和18年12月1日 金沢市に編入  | 金沢市                       | 金沢市                               | 金沢市                         | 金沢市                         | 金沢市                         | 金沢市   |
| 石 川 郡 | 寺中村       | 寺中村       | 寺中村                | 寺中村                                  | 寺中村                  | 大野村                     | 大野村                          | 昭和18年12月1日 金沢市に編入  | 金沢市                       | 金沢市                               | 金沢市                         | 金沢市                         | 金沢市                         | 金沢市   |
| 石 川 郡 | 松村         | 松村         | 松村                  | 松村                                    | 松村                    | 大野村                     | 大野村                          | 昭和18年12月1日 金沢市に編入  | 金沢市                       | 金沢市                               | 金沢市                         | 金沢市                         | 金沢市                         | 金沢市   |
| 石 川 郡 | 観音堂村     | 観音堂村     | 観音堂村              | 観音堂村                                | 観音堂村                | 大野村                     | 大野村                          | 昭和18年12月1日 金沢市に編入  | 金沢市                       | 金沢市                               | 金沢市                         | 金沢市                         | 金沢市                         | 金沢市   |
| 石 川 郡 | 普正寺村     | 普正寺村     | 普正寺村              | 普正寺村                                | 普正寺村                | 大野村                     | 大野村                          | 昭和18年12月1日 金沢市に編入  | 金沢市                       | 金沢市                               | 金沢市                         | 金沢市                         | 金沢市                         | 金沢市   |
| 石 川 郡 | 藤江村       | 藤江村       | 藤江村                | 藤江村                                  | 藤江村                  | 大野村                     | 大野村                          | 昭和18年12月1日 金沢市に編入  | 金沢市                       | 金沢市                               | 金沢市                         | 金沢市                         | 金沢市                         | 金沢市   |
| 石 川 郡 | 畝田村       | 畝田村       | 畝田村                | 畝田村                                  | 畝田村                  | 大野村                     | 大野村                          | 昭和18年12月1日 金沢市に編入  | 金沢市                       | 金沢市                               | 金沢市                         | 金沢市                         | 金沢市                         | 金沢市   |
| 石 川 郡 | 無量寺村     | 無量寺村     | 無量寺村              | 無量寺村                                | 無量寺村                | 大野村                     | 大野村                          | 昭和18年12月1日 金沢市に編入  | 金沢市                       | 金沢市                               | 金沢市                         | 金沢市                         | 金沢市                         | 金沢市   |
| 石 川 郡 | 泉村         | 泉村         | 泉村                  | 泉村                                    | 泉村                    | 三馬村                     | 三馬村                          | 昭和11年4月1日 金沢市に編入   | 金沢市                       | 金沢市                               | 金沢市                         | 金沢市                         | 金沢市                         | 金沢市   |
| 石 川 郡 | 有松村       | 有松村       | 有松村                | 有松村                                  | 有松村                  | 三馬村                     | 三馬村                          | 昭和11年4月1日 金沢市に編入   | 金沢市                       | 金沢市                               | 金沢市                         | 金沢市                         | 金沢市                         | 金沢市   |
| 石 川 郡 | 西泉村       | 西泉村       | 西泉村                | 西泉村                                  | 西泉村                  | 三馬村                     | 三馬村                          | 昭和11年4月1日 金沢市に編入   | 金沢市                       | 金沢市                               | 金沢市                         | 金沢市                         | 金沢市                         | 金沢市   |
| 石 川 郡 | 米泉村       | 米泉村       | 米泉村                | 米泉村                                  | 米泉村                  | 三馬村                     | 三馬村                          | 昭和11年4月1日 金沢市に編入   | 金沢市                       | 金沢市                               | 金沢市                         | 金沢市                         | 金沢市                         | 金沢市   |
| 石 川 郡 | 横川村       | 横川村       | 横川村                | 横川村                                  | 横川村                  | 三馬村                     | 三馬村                          | 昭和11年4月1日 金沢市に編入   | 金沢市                       | 金沢市                               | 金沢市                         | 金沢市                         | 金沢市                         | 金沢市   |
| 石 川 郡 | 久安村       | 久安村       | 久安村                | 久安村                                  | 久安村                  | 三馬村                     | 三馬村                          | 昭和11年4月1日 金沢市に編入   | 金沢市                       | 金沢市                               | 金沢市                         | 金沢市                         | 金沢市                         | 金沢市   |
| 石 川 郡 | 野々市新村   | 野々市新村   | 野々市新村            | 野々市新村                              | 野々市新村              | 三馬村                     | 三馬村                          | 昭和11年4月1日 金沢市に編入   | 金沢市                       | 金沢市                               | 金沢市                         | 金沢市                         | 金沢市                         | 金沢市   |
| 石 川 郡 | 笠舞村       | 笠舞村       | 笠舞村                | 笠舞村                                  | 笠舞村                  | 崎浦村                     | 崎浦村                          | 昭和11年4月1日 金沢市に編入   | 金沢市                       | 金沢市                               | 金沢市                         | 金沢市                         | 金沢市                         | 金沢市   |
| 石 川 郡 | 三口新村     | 三口新村     | 三口新村              | 三口新村                                | 三口新村                | 崎浦村                     | 崎浦村                          | 昭和11年4月1日 金沢市に編入   | 金沢市                       | 金沢市                               | 金沢市                         | 金沢市                         | 金沢市                         | 金沢市   |
| 石 川 郡 | 涌波新村     | 涌波新村     | 涌波新村              | 涌波新村                                | 涌波新村                | 崎浦村                     | 崎浦村                          | 昭和11年4月1日 金沢市に編入   | 金沢市                       | 金沢市                               | 金沢市                         | 金沢市                         | 金沢市                         | 金沢市   |
| 石 川 郡 | 田井村       | 田井村       | 田井村                | 田井村                                  | 田井村                  | 崎浦村                     | 崎浦村                          | 昭和11年4月1日 金沢市に編入   | 金沢市                       | 金沢市                               | 金沢市                         | 金沢市                         | 金沢市                         | 金沢市   |
| 石 川 郡 | 上野新村     | 上野新村     | 上野新村              | 上野新村                                | 上野新村                | 崎浦村                     | 崎浦村                          | 昭和11年4月1日 金沢市に編入   | 金沢市                       | 金沢市                               | 金沢市                         | 金沢市                         | 金沢市                         | 金沢市   |
| 石 川 郡 | 山崎地方     | 山崎地方     | 山崎地方              | 山崎地方                                | 山崎地方                | 崎浦村                     | 崎浦村                          | 昭和11年4月1日 金沢市に編入   | 金沢市                       | 金沢市                               | 金沢市                         | 金沢市                         | 金沢市                         | 金沢市   |
| 石 川 郡 | 土清水村     | 土清水村     | 土清水村              | 土清水村                                | 土清水村                | 崎浦村                     | 崎浦村                          | 昭和11年4月1日 金沢市に編入   | 金沢市                       | 金沢市                               | 金沢市                         | 金沢市                         | 金沢市                         | 金沢市   |
| 石 川 郡 | 牛坂村       | 牛坂村       | 牛坂村                | 牛坂村                                  | 牛坂村                  | 崎浦村                     | 崎浦村                          | 昭和11年4月1日 金沢市に編入   | 金沢市                       | 金沢市                               | 金沢市                         | 金沢市                         | 金沢市                         | 金沢市   |
| 石 川 郡 | 牛首村       | 牛首村       | 牛首村                | 牛首村                                  | 牛首村                  | 崎浦村                     | 崎浦村                          | 昭和11年4月1日 金沢市に編入   | 金沢市                       | 金沢市                               | 金沢市                         | 金沢市                         | 金沢市                         | 金沢市   |
| 石 川 郡 | 大桑村       | 大桑村       | 大桑村                | 大桑村                                  | 大桑村                  | 崎浦村                     | 崎浦村                          | 昭和11年4月1日 金沢市に編入   | 金沢市                       | 金沢市                               | 金沢市                         | 金沢市                         | 金沢市                         | 金沢市   |
| 石 川 郡 | 館村         | 館村         | 館村                  | 館村                                    | 館村                    | 湯涌谷村                   | 明治24年11月21日 崎浦村に編入   | 昭和11年4月1日 金沢市に編入   | 金沢市                       | 金沢市                               | 金沢市                         | 金沢市                         | 金沢市                         | 金沢市   |
| 石 川 郡 | 白見村       | 白見村       | 白見村                | 白見村                                  | 白見村                  | 湯涌谷村                   | 湯涌谷村                        | 湯涌谷村                      | 湯涌谷村                     | 昭和29年7月1日 金沢市に編入          | 金沢市                         | 金沢市                         | 金沢市                         | 金沢市   |
| 石 川 郡 | 上原村       | 上原村       | 上原村                | 上原村                                  | 上原村                  | 湯涌谷村                   | 湯涌谷村                        | 湯涌谷村                      | 湯涌谷村                     | 昭和29年7月1日 金沢市に編入          | 金沢市                         | 金沢市                         | 金沢市                         | 金沢市   |
| 石 川 郡 | 田子島村     | 田子島村     | 田子島村              | 田子島村                                | 田子島村                | 湯涌谷村                   | 湯涌谷村                        | 湯涌谷村                      | 湯涌谷村                     | 昭和29年7月1日 金沢市に編入          | 金沢市                         | 金沢市                         | 金沢市                         | 金沢市   |
| 石 川 郡 | 湯涌村       | 湯涌村       | 湯涌村                | 湯涌村                                  | 湯涌村                  | 湯涌谷村                   | 湯涌谷村                        | 湯涌谷村                      | 湯涌谷村                     | 昭和29年7月1日 金沢市に編入          | 金沢市                         | 金沢市                         | 金沢市                         | 金沢市   |
| 石 川 郡 | 上荒屋村     | 上荒屋村     | 上荒屋村              | 上荒屋村                                | 上荒屋村                | 湯涌谷村                   | 湯涌谷村                        | 湯涌谷村                      | 湯涌谷村                     | 昭和29年7月1日 金沢市に編入          | 金沢市                         | 金沢市                         | 金沢市                         | 金沢市   |
| 石 川 郡 | 河内村       | 河内村       | 河内村                | 河内村                                  | 河内村                  | 湯涌谷村                   | 湯涌谷村                        | 湯涌谷村                      | 湯涌谷村                     | 昭和29年7月1日 金沢市に編入          | 金沢市                         | 金沢市                         | 金沢市                         | 金沢市   |
| 石 川 郡 | 曲村         | 曲村         | 曲村                  | 曲村                                    | 曲村                    | 湯涌谷村                   | 湯涌谷村                        | 湯涌谷村                      | 湯涌谷村                     | 昭和29年7月1日 金沢市に編入          | 金沢市                         | 金沢市                         | 金沢市                         | 金沢市   |
| 石 川 郡 | 畠尾村       | 畠尾村       | 畠尾村                | 畠尾村                                  | 畠尾村                  | 湯涌谷村                   | 湯涌谷村                        | 湯涌谷村                      | 湯涌谷村                     | 昭和29年7月1日 金沢市に編入          | 金沢市                         | 金沢市                         | 金沢市                         | 金沢市   |
| 石 川 郡 | 茅原村       | 茅原村       | 茅原村                | 茅原村                                  | 茅原村                  | 湯涌谷村                   | 湯涌谷村                        | 湯涌谷村                      | 湯涌谷村                     | 昭和29年7月1日 金沢市に編入          | 金沢市                         | 金沢市                         | 金沢市                         | 金沢市   |
| 石 川 郡 | 七曲村       | 七曲村       | 七曲村                | 七曲村                                  | 七曲村                  | 湯涌谷村                   | 湯涌谷村                        | 湯涌谷村                      | 湯涌谷村                     | 昭和29年7月1日 金沢市に編入          | 金沢市                         | 金沢市                         | 金沢市                         | 金沢市   |
| 石 川 郡 | 西市瀬村     | 西市瀬村     | 西市瀬村              | 西市瀬村                                | 西市瀬村                | 湯涌谷村                   | 湯涌谷村                        | 湯涌谷村                      | 湯涌谷村                     | 昭和29年7月1日 金沢市に編入          | 金沢市                         | 金沢市                         | 金沢市                         | 金沢市   |
| 石 川 郡 | 下谷村       | 下谷村       | 下谷村                | 下谷村                                  | 下谷村                  | 湯涌谷村                   | 湯涌谷村                        | 湯涌谷村                      | 湯涌谷村                     | 昭和29年7月1日 金沢市に編入          | 金沢市                         | 金沢市                         | 金沢市                         | 金沢市   |
| 石 川 郡 | 羽場村       | 羽場村       | 羽場村                | 羽場村                                  | 羽場村                  | 湯涌谷村                   | 湯涌谷村                        | 湯涌谷村                      | 湯涌谷村                     | 昭和29年7月1日 金沢市に編入          | 金沢市                         | 金沢市                         | 金沢市                         | 金沢市   |
| 石 川 郡 | 額谷村       | 額谷村       | 額谷村                | 額谷村                                  | 額谷村                  | 額村                       | 額村                            | 額村                          | 額村                         | 昭和29年7月1日 金沢市に編入          | 金沢市                         | 金沢市                         | 金沢市                         | 金沢市   |
| 石 川 郡 | 大額村       | 大額村       | 大額村                | 大額村                                  | 大額村                  | 額村                       | 額村                            | 額村                          | 額村                         | 昭和29年7月1日 金沢市に編入          | 金沢市                         | 金沢市                         | 金沢市                         | 金沢市   |
| 石 川 郡 | 額乙丸村     | 額乙丸村     | 額乙丸村              | 額乙丸村                                | 額乙丸村                | 額村                       | 額村                            | 額村                          | 額村                         | 昭和29年7月1日 金沢市に編入          | 金沢市                         | 金沢市                         | 金沢市                         | 金沢市   |
| 石 川 郡 | 四十万村     | 四十万村     | 四十万村              | 四十万村                                | 四十万村                | 額村                       | 額村                            | 額村                          | 額村                         | 昭和29年7月1日 金沢市に編入          | 金沢市                         | 金沢市                         | 金沢市                         | 金沢市   |
| 石 川 郡 | 三十苅村     | 三十苅村     | 三十苅村              | 三十苅村                                | 三十苅村                | 額村                       | 額村                            | 額村                          | 額村                         | 昭和29年7月1日 金沢市に編入          | 金沢市                         | 金沢市                         | 金沢市                         | 金沢市   |
| 石 川 郡 | 額新保村     | 額新保村     | 額新保村              | 額新保村                                | 額新保村                | 額村                       | 額村                            | 額村                          | 額村                         | 昭和29年7月1日 金沢市に編入          | 金沢市                         | 金沢市                         | 金沢市                         | 金沢市   |
| 石 川 郡 | 馬替村       | 馬替村       | 馬替村                | 馬替村                                  | 馬替村                  | 額村                       | 額村                            | 額村                          | 額村                         | 昭和29年7月1日 金沢市に編入          | 金沢市                         | 金沢市                         | 金沢市                         | 金沢市   |
| 石 川 郡 | 三小牛村     | 三小牛村     | 三小牛村              | 三小牛村                                | 三小牛村                | 内川村                     | 内川村                          | 内川村                        | 内川村                       | 昭和29年7月1日 金沢市に編入          | 金沢市                         | 金沢市                         | 金沢市                         | 金沢市   |
| 石 川 郡 | 別所村       | 別所村       | 別所村                | 別所村                                  | 別所村                  | 内川村                     | 内川村                          | 内川村                        | 内川村                       | 昭和29年7月1日 金沢市に編入          | 金沢市                         | 金沢市                         | 金沢市                         | 金沢市   |
| 石 川 郡 | 蓮花村       | 蓮花村       | 蓮花村                | 蓮花村                                  | 蓮花村                  | 内川村                     | 内川村                          | 内川村                        | 内川村                       | 昭和29年7月1日 金沢市に編入          | 金沢市                         | 金沢市                         | 金沢市                         | 金沢市   |
| 石 川 郡 | 小原村       | 小原村       | 小原村                | 小原村                                  | 小原村                  | 内川村                     | 内川村                          | 内川村                        | 内川村                       | 昭和29年7月1日 金沢市に編入          | 金沢市                         | 金沢市                         | 金沢市                         | 金沢市   |
| 石 川 郡 | 富樫新保村   | 富樫新保村   | 富樫新保村            | 富樫新保村                              | 富樫新保村              | 内川村                     | 内川村                          | 内川村                        | 内川村                       | 昭和29年7月1日 金沢市に編入          | 金沢市                         | 金沢市                         | 金沢市                         | 金沢市   |
| 石 川 郡 | 住吉村       | 住吉村       | 住吉村                | 住吉村                                  | 住吉村                  | 内川村                     | 内川村                          | 内川村                        | 内川村                       | 昭和29年7月1日 金沢市に編入          | 金沢市                         | 金沢市                         | 金沢市                         | 金沢市   |
| 石 川 郡 | 山川村       | 山川村       | 山川村                | 山川村                                  | 山川村                  | 内川村                     | 内川村                          | 内川村                        | 内川村                       | 昭和29年7月1日 金沢市に編入          | 金沢市                         | 金沢市                         | 金沢市                         | 金沢市   |
| 石 川 郡 | 堂村         | 堂村         | 堂村                  | 堂村                                    | 堂村                    | 内川村                     | 内川村                          | 内川村                        | 内川村                       | 昭和29年7月1日 金沢市に編入          | 金沢市                         | 金沢市                         | 金沢市                         | 金沢市   |
| 石 川 郡 | 後谷村       | 後谷村       | 後谷村                | 後谷村                                  | 後谷村                  | 内川村                     | 内川村                          | 内川村                        | 内川村                       | 昭和29年7月1日 金沢市に編入          | 金沢市                         | 金沢市                         | 金沢市                         | 金沢市   |
| 石 川 郡 | 末村         | 末村         | 末村                  | 末村                                    | 末村                    | 犀川村                     | 犀川村                          | 犀川村                        | 犀川村                       | 昭和29年7月1日 金沢市に編入          | 金沢市                         | 金沢市                         | 金沢市                         | 金沢市   |
| 石 川 郡 | 天池村       | 天池村       | 天池村                | 天池村                                  | 天池村                  | 犀川村                     | 犀川村                          | 犀川村                        | 犀川村                       | 昭和29年7月1日 金沢市に編入          | 金沢市                         | 金沢市                         | 金沢市                         | 金沢市   |
| 石 川 郡 | 中戸村       | 中戸村       | 中戸村                | 中戸村                                  | 中戸村                  | 犀川村                     | 犀川村                          | 犀川村                        | 犀川村                       | 昭和29年7月1日 金沢市に編入          | 金沢市                         | 金沢市                         | 金沢市                         | 金沢市   |
| 石 川 郡 | 大平沢村     | 大平沢村     | 大平沢村              | 大平沢村                                | 大平沢村                | 犀川村                     | 犀川村                          | 犀川村                        | 犀川村                       | 昭和29年7月1日 金沢市に編入          | 金沢市                         | 金沢市                         | 金沢市                         | 金沢市   |
| 石 川 郡 | 国見村       | 国見村       | 国見村                | 国見村                                  | 国見村                  | 犀川村                     | 犀川村                          | 犀川村                        | 犀川村                       | 昭和29年7月1日 金沢市に編入          | 金沢市                         | 金沢市                         | 金沢市                         | 金沢市   |
| 石 川 郡 | 小平沢村     | 小平沢村     | 小平沢村              | 小平沢村                                | 小平沢村                | 犀川村                     | 犀川村                          | 犀川村                        | 犀川村                       | 昭和29年7月1日 金沢市に編入          | 金沢市                         | 金沢市                         | 金沢市                         | 金沢市   |
| 石 川 郡 | 樫見村       | 樫見村       | 樫見村                | 樫見村                                  | 樫見村                  | 犀川村                     | 犀川村                          | 犀川村                        | 犀川村                       | 昭和29年7月1日 金沢市に編入          | 金沢市                         | 金沢市                         | 金沢市                         | 金沢市   |
| 石 川 郡 | 上辰巳村     | 上辰巳村     | 上辰巳村              | 上辰巳村                                | 上辰巳村                | 犀川村                     | 犀川村                          | 犀川村                        | 犀川村                       | 昭和29年7月1日 金沢市に編入          | 金沢市                         | 金沢市                         | 金沢市                         | 金沢市   |
| 石 川 郡 | 下辰巳村     | 下辰巳村     | 下辰巳村              | 下辰巳村                                | 下辰巳村                | 犀川村                     | 犀川村                          | 犀川村                        | 犀川村                       | 昭和29年7月1日 金沢市に編入          | 金沢市                         | 金沢市                         | 金沢市                         | 金沢市   |
| 石 川 郡 | 水淵村       | 水淵村       | 水淵村                | 水淵村                                  | 水淵村                  | 犀川村                     | 犀川村                          | 犀川村                        | 犀川村                       | 昭和29年7月1日 金沢市に編入          | 金沢市                         | 金沢市                         | 金沢市                         | 金沢市   |
| 石 川 郡 | 菅池村       | 菅池村       | 菅池村                | 菅池村                                  | 菅池村                  | 犀川村                     | 犀川村                          | 犀川村                        | 犀川村                       | 昭和29年7月1日 金沢市に編入          | 金沢市                         | 金沢市                         | 金沢市                         | 金沢市   |
| 石 川 郡 | 相合谷村     | 相合谷村     | 相合谷村              | 相合谷村                                | 相合谷村                | 犀川村                     | 犀川村                          | 犀川村                        | 犀川村                       | 昭和29年7月1日 金沢市に編入          | 金沢市                         | 金沢市                         | 金沢市                         | 金沢市   |
| 石 川 郡 | 鴛原村       | 鴛原村       | 鴛原村                | 鴛原村                                  | 鴛原村                  | 犀川村                     | 犀川村                          | 犀川村                        | 犀川村                       | 昭和29年7月1日 金沢市に編入          | 金沢市                         | 金沢市                         | 金沢市                         | 金沢市   |
| 石 川 郡 | 下鴛原村     | 下鴛原村     | 下鴛原村              | 下鴛原村                                | 下鴛原村                | 犀川村                     | 犀川村                          | 犀川村                        | 犀川村                       | 昭和29年7月1日 金沢市に編入          | 金沢市                         | 金沢市                         | 金沢市                         | 金沢市   |
| 石 川 郡 | 瀬領村       | 瀬領村       | 瀬領村                | 瀬領村                                  | 瀬領村                  | 犀川村                     | 犀川村                          | 犀川村                        | 犀川村                       | 昭和29年7月1日 金沢市に編入          | 金沢市                         | 金沢市                         | 金沢市                         | 金沢市   |
| 石 川 郡 | 駒帰村       | 駒帰村       | 駒帰村                | 駒帰村                                  | 駒帰村                  | 犀川村                     | 犀川村                          | 犀川村                        | 犀川村                       | 昭和29年7月1日 金沢市に編入          | 金沢市                         | 金沢市                         | 金沢市                         | 金沢市   |
| 石 川 郡 | 城力村       | 城力村       | 城力村                | 城力村                                  | 城力村                  | 犀川村                     | 犀川村                          | 犀川村                        | 犀川村                       | 昭和29年7月1日 金沢市に編入          | 金沢市                         | 金沢市                         | 金沢市                         | 金沢市   |
| 石 川 郡 | 熊走村       | 熊走村       | 熊走村                | 熊走村                                  | 熊走村                  | 犀川村                     | 犀川村                          | 犀川村                        | 犀川村                       | 昭和29年7月1日 金沢市に編入          | 金沢市                         | 金沢市                         | 金沢市                         | 金沢市   |
| 石 川 郡 | 娚杉村       | 娚杉村       | 娚杉村                | 娚杉村                                  | 娚杉村                  | 犀川村                     | 犀川村                          | 犀川村                        | 犀川村                       | 昭和29年7月1日 金沢市に編入          | 金沢市                         | 金沢市                         | 金沢市                         | 金沢市   |
| 石 川 郡 | 寺津村       | 寺津村       | 寺津村                | 寺津村                                  | 寺津村                  | 犀川村                     | 犀川村                          | 犀川村                        | 犀川村                       | 昭和29年7月1日 金沢市に編入          | 金沢市                         | 金沢市                         | 金沢市                         | 金沢市   |
| 石 川 郡 | 日尾村       | 日尾村       | 日尾村                | 日尾村                                  | 日尾村                  | 犀川村                     | 犀川村                          | 犀川村                        | 犀川村                       | 昭和29年7月1日 金沢市に編入          | 金沢市                         | 金沢市                         | 金沢市                         | 金沢市   |
| 石 川 郡 | 見定村       | 見定村       | 見定村                | 見定村                                  | 見定村                  | 犀川村                     | 犀川村                          | 犀川村                        | 犀川村                       | 昭和29年7月1日 金沢市に編入          | 金沢市                         | 金沢市                         | 金沢市                         | 金沢市   |
| 石 川 郡 | 二又村       | 二又村       | 二又村                | 二又村                                  | 二又村                  | 犀川村                     | 犀川村                          | 犀川村                        | 犀川村                       | 昭和29年7月1日 金沢市に編入          | 金沢市                         | 金沢市                         | 金沢市                         | 金沢市   |
| 石 川 郡 | 倉谷村       | 倉谷村       | 倉谷村                | 倉谷村                                  | 倉谷村                  | 犀川村                     | 犀川村                          | 犀川村                        | 犀川村                       | 昭和29年7月1日 金沢市に編入          | 金沢市                         | 金沢市                         | 金沢市                         | 金沢市   |
| 石 川 郡 | 中屋村       | 中屋村       | 中屋村                | 中屋村                                  | 中屋村                  | 安原村                     | 安原村                          | 安原村                        | 安原村                       | 昭和29年7月1日 金沢市に編入          | 金沢市                         | 金沢市                         | 金沢市                         | 金沢市   |
| 石 川 郡 | 打木村       | 打木村       | 打木村                | 打木村                                  | 打木村                  | 安原村                     | 安原村                          | 安原村                        | 安原村                       | 昭和29年7月1日 金沢市に編入          | 金沢市                         | 金沢市                         | 金沢市                         | 金沢市   |
| 石 川 郡 | 下福増村     | 下福増村     | 下福増村              | 下福増村                                | 下福増村                | 安原村                     | 安原村                          | 安原村                        | 安原村                       | 昭和29年7月1日 金沢市に編入          | 金沢市                         | 金沢市                         | 金沢市                         | 金沢市   |
| 石 川 郡 | 上安原村     | 上安原村     | 上安原村              | 上安原村                                | 上安原村                | 安原村                     | 安原村                          | 安原村                        | 安原村                       | 昭和29年7月1日 金沢市に編入          | 金沢市                         | 金沢市                         | 金沢市                         | 金沢市   |
| 石 川 郡 | 下安原村     | 下安原村     | 下安原村              | 下安原村                                | 下安原村                | 安原村                     | 安原村                          | 安原村                        | 安原村                       | 昭和29年7月1日 金沢市に編入          | 金沢市                         | 金沢市                         | 金沢市                         | 金沢市   |
| 石 川 郡 | 専光寺新村   | 専光寺新村   | 専光寺新村            | 専光寺新村                              | 専光寺新村              | 安原村                     | 安原村                          | 安原村                        | 安原村                       | 昭和29年7月1日 金沢市に編入          | 金沢市                         | 金沢市                         | 金沢市                         | 金沢市   |
| 石 川 郡 | 八日市村     | 八日市村     | 八日市村              | 八日市村                                | 八日市村                | 押野村                     | 押野村                          | 押野村                        | 押野村                       | 押野村                               | 昭和31年1月1日 金沢市に編入    | 金沢市                         | 金沢市                         | 金沢市   |
| 石 川 郡 | 八日市出村   | 八日市出村   | 八日市出村            | 八日市出村                              | 八日市出村              | 押野村                     | 押野村                          | 押野村                        | 押野村                       | 押野村                               | 昭和31年1月1日 金沢市に編入    | 金沢市                         | 金沢市                         | 金沢市   |
| 石 川 郡 | 八日市新保村 | 八日市新保村 | 八日市新保村          | 八日市新保村                            | 八日市新保村            | 押野村                     | 押野村                          | 押野村                        | 押野村                       | 押野村                               | 昭和31年1月1日 金沢市に編入    | 金沢市                         | 金沢市                         | 金沢市   |
| 石 川 郡 | 森戸村       | 森戸村       | 森戸村                | 森戸村                                  | 森戸村                  | 押野村                     | 押野村                          | 押野村                        | 押野村                       | 押野村                               | 昭和31年1月1日 金沢市に編入    | 金沢市                         | 金沢市                         | 金沢市   |
| 石 川 郡 | 矢木荒屋村   | 矢木荒屋村   | 矢木荒屋村            | 矢木荒屋村                              | 矢木荒屋村              | 押野村                     | 押野村                          | 押野村                        | 押野村                       | 押野村                               | 昭和31年1月1日 金沢市に編入    | 金沢市                         | 金沢市                         | 金沢市   |
| 石 川 郡 | 太郎田村     | 太郎田村     | 太郎田村              | 太郎田村                                | 太郎田村                | 押野村                     | 押野村                          | 押野村                        | 押野村                       | 押野村                               | 昭和31年1月1日 金沢市に編入    | 金沢市                         | 金沢市                         | 金沢市   |
| 石 川 郡 | 矢木村       | 矢木村       | 矢木村                | 矢木村                                  | 矢木村                  | 押野村                     | 押野村                          | 押野村                        | 押野村                       | 押野村                               | 昭和31年1月1日 金沢市に編入    | 金沢市                         | 金沢市                         | 金沢市   |
| 石 川 郡 | 押野村       | 一部         | 押野村                | 押野村                                  | 押野村                  | 押野村                     | 押野村                          | 押野村                        | 押野村                       | 押野村                               | 昭和31年1月1日 金沢市に編入    | 金沢市                         | 金沢市                         | 金沢市   |
| 石 川 郡 | 押野村       | 一部         | 押野村                | 押野村                                  | 押野村                  | 押野村                     | 押野村                          | 押野村                        | 押野村                       | 押野村                               | 昭和31年1月1日 金沢市に編入    | 昭和32年4月10日 野々市町に編入 | 平成23年11月11日 市制 野々市市 | 野々市市 |
| 石 川 郡 | 押越村       | 押越村       | 押越村                | 押越村                                  | 押越村                  | 押野村                     | 押野村                          | 押野村                        | 押野村                       | 押野村                               | 昭和31年1月1日 金沢市に編入    | 昭和32年4月10日 野々市町に編入 | 平成23年11月11日 市制 野々市市 | 野々市市 |
| 石 川 郡 | 野代村       | 野代村       | 野代村                | 野代村                                  | 野代村                  | 押野村                     | 押野村                          | 押野村                        | 押野村                       | 押野村                               | 昭和31年1月1日 金沢市に編入    | 昭和32年4月10日 野々市町に編入 | 平成23年11月11日 市制 野々市市 | 野々市市 |
| 石 川 郡 | 御経塚村     | 御経塚村     | 御経塚村              | 御経塚村                                | 御経塚村                | 押野村                     | 押野村                          | 押野村                        | 押野村                       | 押野村                               | 昭和31年1月1日 金沢市に編入    | 昭和32年4月10日 野々市町に編入 | 平成23年11月11日 市制 野々市市 | 野々市市 |
| 石 川 郡 | 野々市村     | 野々市村     | 野々市村              | 野々市村                                | 野々市村                | 野々市村                   | 大正13年7月1日 町制 野々市町    | 野々市町                      | 野々市町                     | 野々市町                             | 昭和30年4月1日 野々市町        | 野々市町                       | 平成23年11月11日 市制 野々市市 | 野々市市 |
| 石 川 郡 | 位川村       | 位川村       | 位川村                | 位川村                                  | 位川村                  | 富奥村                     | 富奥村                          | 富奥村                        | 富奥村                       | 富奥村                               | 昭和30年4月1日 野々市町        | 野々市町                       | 平成23年11月11日 市制 野々市市 | 野々市市 |
| 石 川 郡 | 三納村       | 三納村       | 三納村                | 三納村                                  | 三納村                  | 富奥村                     | 富奥村                          | 富奥村                        | 富奥村                       | 富奥村                               | 昭和30年4月1日 野々市町        | 野々市町                       | 平成23年11月11日 市制 野々市市 | 野々市市 |
| 石 川 郡 | 下林村       | 下林村       | 下林村                | 下林村                                  | 下林村                  | 富奥村                     | 富奥村                          | 富奥村                        | 富奥村                       | 富奥村                               | 昭和30年4月1日 野々市町        | 野々市町                       | 平成23年11月11日 市制 野々市市 | 野々市市 |
| 石 川 郡 | 藤平田村     | 藤平田村     | 藤平田村              | 藤平田村                                | 藤平田村                | 富奥村                     | 富奥村                          | 富奥村                        | 富奥村                       | 富奥村                               | 昭和30年4月1日 野々市町        | 野々市町                       | 平成23年11月11日 市制 野々市市 | 野々市市 |
| 石 川 郡 | 中林村       | 中林村       | 中林村                | 中林村                                  | 中林村                  | 富奥村                     | 富奥村                          | 富奥村                        | 富奥村                       | 富奥村                               | 昭和30年4月1日 野々市町        | 野々市町                       | 平成23年11月11日 市制 野々市市 | 野々市市 |
| 石 川 郡 | 清金村       | 清金村       | 清金村                | 清金村                                  | 清金村                  | 富奥村                     | 富奥村                          | 富奥村                        | 富奥村                       | 富奥村                               | 昭和30年4月1日 野々市町        | 野々市町                       | 平成23年11月11日 市制 野々市市 | 野々市市 |
| 石 川 郡 | 末松村       | 末松村       | 末松村                | 末松村                                  | 末松村                  | 富奥村                     | 富奥村                          | 富奥村                        | 富奥村                       | 富奥村                               | 昭和30年4月1日 野々市町        | 野々市町                       | 平成23年11月11日 市制 野々市市 | 野々市市 |
| 石 川 郡 | 藤平田新村   | 藤平田新村   | 藤平田新村            | 藤平田新村                              | 藤平田新村              | 富奥村                     | 富奥村                          | 富奥村                        | 富奥村                       | 富奥村                               | 昭和30年4月1日 野々市町        | 野々市町                       | 平成23年11月11日 市制 野々市市 | 野々市市 |
| 石 川 郡 | 矢作村       | 矢作村       | 矢作村                | 矢作村                                  | 矢作村                  | 富奥村                     | 富奥村                          | 富奥村                        | 富奥村                       | 富奥村                               | 昭和30年4月1日 野々市町        | 野々市町                       | 平成23年11月11日 市制 野々市市 | 野々市市 |
| 石 川 郡 | 上林村       | 上林村       | 上林村                | 上林村                                  | 上林村                  | 富奥村                     | 富奥村                          | 富奥村                        | 富奥村                       | 富奥村                               | 昭和30年4月1日 野々市町        | 野々市町                       | 平成23年11月11日 市制 野々市市 | 野々市市 |
| 石 川 郡 | 太平寺村     | 太平寺村     | 太平寺村              | 太平寺村                                | 太平寺村                | 富奥村                     | 富奥村                          | 富奥村                        | 富奥村                       | 富奥村                               | 昭和30年4月1日 野々市町        | 野々市町                       | 平成23年11月11日 市制 野々市市 | 野々市市 |
| 石 川 郡 | 粟田新保村   | 粟田新保村   | 粟田新保村            | 粟田新保村                              | 粟田新保村              | 富奥村                     | 富奥村                          | 富奥村                        | 富奥村                       | 富奥村                               | 昭和30年4月1日 野々市町        | 野々市町                       | 平成23年11月11日 市制 野々市市 | 野々市市 |
| 石 川 郡 | 下新庄村     | 下新庄村     | 下新庄村              | 下新庄村                                | 下新庄村                | 富奥村                     | 富奥村                          | 富奥村                        | 富奥村                       | 富奥村                               | 昭和30年4月1日 野々市町        | 野々市町                       | 平成23年11月11日 市制 野々市市 | 野々市市 |
| 石 川 郡 | 上新庄村     | 上新庄村     | 上新庄村              | 上新庄村                                | 上新庄村                | 富奥村                     | 富奥村                          | 富奥村                        | 富奥村                       | 富奥村                               | 昭和30年4月1日 野々市町        | 野々市町                       | 平成23年11月11日 市制 野々市市 | 野々市市 |
| 石 川 郡 | 堀内村       | 堀内村       | 堀内村                | 堀内村                                  | 堀内村                  | 郷村                       | 郷村                            | 郷村                          | 郷村                         | 郷村                                 | 昭和31年9月30日 野々市町に編入 | 野々市町                       | 平成23年11月11日 市制 野々市市 | 野々市市 |
| 石 川 郡 | 田尻村       | 田尻村       | 田尻村                | 田尻村                                  | 田尻村                  | 郷村                       | 郷村                            | 郷村                          | 郷村                         | 郷村                                 | 昭和31年9月30日 野々市町に編入 | 野々市町                       | 平成23年11月11日 市制 野々市市 | 野々市市 |
| 石 川 郡 | 蓮花寺村     | 蓮花寺村     | 蓮花寺村              | 蓮花寺村                                | 蓮花寺村                | 郷村                       | 郷村                            | 郷村                          | 郷村                         | 郷村                                 | 昭和31年9月30日 野々市町に編入 | 野々市町                       | 平成23年11月11日 市制 野々市市 | 野々市市 |
| 石 川 郡 | 柳町村       | 柳町村       | 柳町村                | 柳町村                                  | 柳町村                  | 郷村                       | 郷村                            | 郷村                          | 郷村                         | 郷村                                 | 昭和31年9月30日 野々市町に編入 | 野々市町                       | 平成23年11月11日 市制 野々市市 | 野々市市 |
| 石 川 郡 | 徳用村       | 徳用村       | 徳用村                | 徳用村                                  | 徳用村                  | 郷村                       | 郷村                            | 郷村                          | 郷村                         | 郷村                                 | 昭和31年9月30日 野々市町に編入 | 野々市町                       | 平成23年11月11日 市制 野々市市 | 野々市市 |
| 石 川 郡 | 三日市村     | 三日市村     | 三日市村              | 三日市村                                | 三日市村                | 郷村                       | 郷村                            | 郷村                          | 郷村                         | 郷村                                 | 昭和31年9月30日 野々市町に編入 | 野々市町                       | 平成23年11月11日 市制 野々市市 | 野々市市 |
| 石 川 郡 | 二日市村     | 二日市村     | 二日市村              | 二日市村                                | 二日市村                | 郷村                       | 郷村                            | 郷村                          | 郷村                         | 郷村                                 | 昭和31年9月30日 野々市町に編入 | 野々市町                       | 平成23年11月11日 市制 野々市市 | 野々市市 |
| 石 川 郡 | 長池村       | 長池村       | 長池村                | 長池村                                  | 長池村                  | 郷村                       | 郷村                            | 郷村                          | 郷村                         | 郷村                                 | 昭和31年9月30日 野々市町に編入 | 野々市町                       | 平成23年11月11日 市制 野々市市 | 野々市市 |
| 石 川 郡 | 田中村       | 一部         | 田中村                | 田中村                                  | 田中村                  | 郷村                       | 郷村                            | 郷村                          | 郷村                         | 郷村                                 | 昭和31年9月30日 野々市町に編入 | 野々市町                       | 平成23年11月11日 市制 野々市市 | 野々市市 |
| 石 川 郡 | 田中村       | 一部         | 田中村                | 田中村                                  | 田中村                  | 郷村                       | 郷村                            | 郷村                          | 郷村                         | 郷村                                 | 昭和31年9月30日 松任町に編入   | 昭和45年10月10日 市制 松任市   | 平成17年2月1日 白山市          | 白山市   |
| 石 川 郡 | 専福寺村     | 専福寺村     | 専福寺村              | 専福寺村                                | 専福寺村                | 郷村                       | 郷村                            | 郷村                          | 郷村                         | 郷村                                 | 昭和31年9月30日 松任町に編入   | 昭和45年10月10日 市制 松任市   | 平成17年2月1日 白山市          | 白山市   |
| 石 川 郡 | 番匠垣内村   | 番匠垣内村   | 番匠垣内村            | 番匠垣内村                              | 番匠垣内村              | 郷村                       | 郷村                            | 郷村                          | 郷村                         | 郷村                                 | 昭和31年9月30日 松任町に編入   | 昭和45年10月10日 市制 松任市   | 平成17年2月1日 白山市          | 白山市   |
| 石 川 郡 | 横江村       | 横江村       | 横江村                | 横江村                                  | 横江村                  | 郷村                       | 郷村                            | 郷村                          | 郷村                         | 郷村                                 | 昭和31年9月30日 松任町に編入   | 昭和45年10月10日 市制 松任市   | 平成17年2月1日 白山市          | 白山市   |
| 石 川 郡 | 吉田漆島村   | 吉田漆島村   | 吉田漆島村            | 吉田漆島村                              | 吉田漆島村              | 山島村                     | 山島村                          | 山島村                        | 山島村                       | 山島村                               | 昭和32年1月1日 松任町に編入    | 昭和45年10月10日 市制 松任市   | 平成17年2月1日 白山市          | 白山市   |
| 石 川 郡 | 矢頃島村     | 矢頃島村     | 矢頃島村              | 矢頃島村                                | 矢頃島村                | 山島村                     | 山島村                          | 山島村                        | 山島村                       | 山島村                               | 昭和32年1月1日 松任町に編入    | 昭和45年10月10日 市制 松任市   | 平成17年2月1日 白山市          | 白山市   |
| 石 川 郡 | 上島田村     | 上島田村     | 上島田村              | 上島田村                                | 上島田村                | 山島村                     | 山島村                          | 山島村                        | 山島村                       | 山島村                               | 昭和32年1月1日 松任町に編入    | 昭和45年10月10日 市制 松任市   | 平成17年2月1日 白山市          | 白山市   |
| 石 川 郡 | 内方新保村   | 内方新保村   | 内方新保村            | 内方新保村                              | 内方新保村              | 山島村                     | 山島村                          | 山島村                        | 山島村                       | 山島村                               | 昭和32年1月1日 松任町に編入    | 昭和45年10月10日 市制 松任市   | 平成17年2月1日 白山市          | 白山市   |
| 石 川 郡 | 寄新保村     | 寄新保村     | 寄新保村              | 寄新保村                                | 寄新保村                | 山島村                     | 山島村                          | 山島村                        | 山島村                       | 山島村                               | 昭和32年1月1日 松任町に編入    | 昭和45年10月10日 市制 松任市   | 平成17年2月1日 白山市          | 白山市   |
| 石 川 郡 | 五影堂村     | 五影堂村     | 五影堂村              | 五影堂村                                | 五影堂村                | 山島村                     | 山島村                          | 山島村                        | 山島村                       | 山島村                               | 昭和32年1月1日 松任町に編入    | 昭和45年10月10日 市制 松任市   | 平成17年2月1日 白山市          | 白山市   |
| 石 川 郡 | 向島村       | 向島村       | 向島村                | 向島村                                  | 向島村                  | 山島村                     | 山島村                          | 山島村                        | 山島村                       | 山島村                               | 昭和32年1月1日 松任町に編入    | 昭和45年10月10日 市制 松任市   | 平成17年2月1日 白山市          | 白山市   |
| 石 川 郡 | 藤木村       | 藤木村       | 藤木村                | 藤木村                                  | 藤木村                  | 山島村                     | 山島村                          | 山島村                        | 山島村                       | 山島村                               | 昭和32年1月1日 松任町に編入    | 昭和45年10月10日 市制 松任市   | 平成17年2月1日 白山市          | 白山市   |
| 石 川 郡 | 安吉村       | 安吉村       | 安吉村                | 安吉村                                  | 安吉村                  | 山島村                     | 山島村                          | 山島村                        | 山島村                       | 山島村                               | 昭和32年1月1日 松任町に編入    | 昭和45年10月10日 市制 松任市   | 平成17年2月1日 白山市          | 白山市   |
| 石 川 郡 | 長島村       | 長島村       | 長島村                | 長島村                                  | 長島村                  | 山島村                     | 山島村                          | 山島村                        | 山島村                       | 山島村                               | 昭和32年1月1日 松任町に編入    | 昭和45年10月10日 市制 松任市   | 平成17年2月1日 白山市          | 白山市   |
| 石 川 郡 | 松任町       | 松任町       | 松任町                | 松任町                                  | 松任町                  | 松任町                     | 松任町                          | 松任町                        | 松任町                       | 昭和29年11月3日 松任町               | 松任町                         | 昭和45年10月10日 市制 松任市   | 平成17年2月1日 白山市          | 白山市   |
| 石 川 郡 | 相木村       | 相木村       | 相木村                | 相木村                                  | 相木村                  | 旭村                       | 旭村                            | 旭村                          | 昭和26年8月25日 松任町に編入 | 昭和29年11月3日 松任町               | 松任町                         | 昭和45年10月10日 市制 松任市   | 平成17年2月1日 白山市          | 白山市   |
| 石 川 郡 | 八田新屋村   | 八田新屋村   | 八田新屋村            | 八田新屋村                              | 八田新屋村              | 旭村                       | 旭村                            | 旭村                          | 旭村                         | 昭和29年11月3日 松任町               | 松任町                         | 昭和45年10月10日 市制 松任市   | 平成17年2月1日 白山市          | 白山市   |
| 石 川 郡 | 八田村       | 八田村       | 八田村                | 八田村                                  | 八田村                  | 旭村                       | 旭村                            | 旭村                          | 旭村                         | 昭和29年11月3日 松任町               | 松任町                         | 昭和45年10月10日 市制 松任市   | 平成17年2月1日 白山市          | 白山市   |
| 石 川 郡 | 八田中村     | 八田中村     | 八田中村              | 八田中村                                | 八田中村                | 旭村                       | 旭村                            | 旭村                          | 旭村                         | 昭和29年11月3日 松任町               | 松任町                         | 昭和45年10月10日 市制 松任市   | 平成17年2月1日 白山市          | 白山市   |
| 石 川 郡 | 中新保村     | 中新保村     | 中新保村              | 中新保村                                | 中新保村                | 旭村                       | 旭村                            | 旭村                          | 旭村                         | 昭和29年11月3日 松任町               | 松任町                         | 昭和45年10月10日 市制 松任市   | 平成17年2月1日 白山市          | 白山市   |
| 石 川 郡 | 倉部村       | 倉部村       | 倉部村                | 倉部村                                  | 倉部村                  | 旭村                       | 旭村                            | 旭村                          | 旭村                         | 昭和29年11月3日 松任町               | 松任町                         | 昭和45年10月10日 市制 松任市   | 平成17年2月1日 白山市          | 白山市   |
| 石 川 郡 | 宮永村       | 宮永村       | 宮永村                | 宮永村                                  | 宮永村                  | 旭村                       | 旭村                            | 旭村                          | 旭村                         | 昭和29年11月3日 松任町               | 松任町                         | 昭和45年10月10日 市制 松任市   | 平成17年2月1日 白山市          | 白山市   |
| 石 川 郡 | 宮永市村     | 宮永市村     | 宮永市村              | 宮永市村                                | 宮永市村                | 旭村                       | 旭村                            | 旭村                          | 旭村                         | 昭和29年11月3日 松任町               | 松任町                         | 昭和45年10月10日 市制 松任市   | 平成17年2月1日 白山市          | 白山市   |
| 石 川 郡 | 宮永新村     | 宮永新村     | 宮永新村              | 宮永新村                                | 宮永新村                | 旭村                       | 旭村                            | 旭村                          | 旭村                         | 昭和29年11月3日 松任町               | 松任町                         | 昭和45年10月10日 市制 松任市   | 平成17年2月1日 白山市          | 白山市   |
| 石 川 郡 | 福増村       | 福増村       | 福増村                | 福増村                                  | 福増村                  | 旭村                       | 旭村                            | 旭村                          | 旭村                         | 昭和29年11月3日 松任町               | 松任町                         | 昭和45年10月10日 市制 松任市   | 平成17年2月1日 白山市          | 白山市   |
| 石 川 郡 | 下柏野村     | 下柏野村     | 下柏野村              | 下柏野村                                | 下柏野村                | 柏野村                     | 柏野村                          | 柏野村                        | 柏野村                       | 昭和29年11月3日 松任町               | 松任町                         | 昭和45年10月10日 市制 松任市   | 平成17年2月1日 白山市          | 白山市   |
| 石 川 郡 | 荒屋柏野村   | 荒屋柏野村   | 荒屋柏野村            | 荒屋柏野村                              | 荒屋柏野村              | 柏野村                     | 柏野村                          | 柏野村                        | 柏野村                       | 昭和29年11月3日 松任町               | 松任町                         | 昭和45年10月10日 市制 松任市   | 平成17年2月1日 白山市          | 白山市   |
| 石 川 郡 | 小上村       | 小上村       | 小上村                | 小上村                                  | 小上村                  | 柏野村                     | 柏野村                          | 柏野村                        | 柏野村                       | 昭和29年11月3日 松任町               | 松任町                         | 昭和45年10月10日 市制 松任市   | 平成17年2月1日 白山市          | 白山市   |
| 石 川 郡 | 上柏野村     | 上柏野村     | 上柏野村              | 上柏野村                                | 上柏野村                | 柏野村                     | 柏野村                          | 柏野村                        | 柏野村                       | 昭和29年11月3日 松任町               | 松任町                         | 昭和45年10月10日 市制 松任市   | 平成17年2月1日 白山市          | 白山市   |
| 石 川 郡 | 笠間村       | 笠間村       | 笠間村                | 笠間村                                  | 笠間村                  | 笠間村                     | 笠間村                          | 笠間村                        | 笠間村                       | 昭和29年11月3日 松任町               | 松任町                         | 昭和45年10月10日 市制 松任市   | 平成17年2月1日 白山市          | 白山市   |
| 石 川 郡 | 松本村       | 松本村       | 松本村                | 松本村                                  | 松本村                  | 笠間村                     | 笠間村                          | 笠間村                        | 笠間村                       | 昭和29年11月3日 松任町               | 松任町                         | 昭和45年10月10日 市制 松任市   | 平成17年2月1日 白山市          | 白山市   |
| 石 川 郡 | 石立村       | 石立村       | 石立村                | 石立村                                  | 石立村                  | 笠間村                     | 笠間村                          | 笠間村                        | 笠間村                       | 昭和29年11月3日 松任町               | 松任町                         | 昭和45年10月10日 市制 松任市   | 平成17年2月1日 白山市          | 白山市   |
| 石 川 郡 | 北島村       | 北島村       | 北島村                | 北島村                                  | 北島村                  | 笠間村                     | 笠間村                          | 笠間村                        | 笠間村                       | 昭和29年11月3日 松任町               | 松任町                         | 昭和45年10月10日 市制 松任市   | 平成17年2月1日 白山市          | 白山市   |
| 石 川 郡 | 東米光村     | 東米光村     | 東米光村              | 東米光村                                | 東米光村                | 笠間村                     | 笠間村                          | 笠間村                        | 笠間村                       | 昭和29年11月3日 松任町               | 松任町                         | 昭和45年10月10日 市制 松任市   | 平成17年2月1日 白山市          | 白山市   |
| 石 川 郡 | 宮保村       | 宮保村       | 宮保村                | 宮保村                                  | 宮保村                  | 笠島村                     | 明治32年3月7日 改称 宮保村      | 宮保村                        | 宮保村                       | 昭和29年11月3日 松任町               | 松任町                         | 昭和45年10月10日 市制 松任市   | 平成17年2月1日 白山市          | 白山市   |
| 石 川 郡 | 黒瀬村       | 黒瀬村       | 黒瀬村                | 黒瀬村                                  | 黒瀬村                  | 笠島村                     | 明治32年3月7日 改称 宮保村      | 宮保村                        | 宮保村                       | 昭和29年11月3日 松任町               | 松任町                         | 昭和45年10月10日 市制 松任市   | 平成17年2月1日 白山市          | 白山市   |
| 石 川 郡 | 小川村       | 小川村       | 小川村                | 小川村                                  | 小川村                  | 笠島村                     | 明治32年3月7日 改称 宮保村      | 宮保村                        | 宮保村                       | 昭和29年11月3日 松任町               | 松任町                         | 昭和45年10月10日 市制 松任市   | 平成17年2月1日 白山市          | 白山市   |
| 石 川 郡 | 村井村       | 村井村       | 村井村                | 村井村                                  | 村井村                  | 一木村                     | 一木村                          | 一木村                        | 一木村                       | 昭和29年11月3日 松任町               | 松任町                         | 昭和45年10月10日 市制 松任市   | 平成17年2月1日 白山市          | 白山市   |
| 石 川 郡 | 宮丸村       | 宮丸村       | 宮丸村                | 宮丸村                                  | 宮丸村                  | 一木村                     | 一木村                          | 一木村                        | 一木村                       | 昭和29年11月3日 松任町               | 松任町                         | 昭和45年10月10日 市制 松任市   | 平成17年2月1日 白山市          | 白山市   |
| 石 川 郡 | 米永村       | 米永村       | 米永村                | 米永村                                  | 米永村                  | 一木村                     | 一木村                          | 一木村                        | 一木村                       | 昭和29年11月3日 松任町               | 松任町                         | 昭和45年10月10日 市制 松任市   | 平成17年2月1日 白山市          | 白山市   |
| 石 川 郡 | 成村         | 成村         | 成村                  | 成村                                    | 成村                    | 出城村                     | 出城村                          | 出城村                        | 出城村                       | 昭和29年11月3日 松任町               | 松任町                         | 昭和45年10月10日 市制 松任市   | 平成17年2月1日 白山市          | 白山市   |
| 石 川 郡 | 北安田村     | 北安田村     | 北安田村              | 北安田村                                | 北安田村                | 出城村                     | 出城村                          | 出城村                        | 出城村                       | 昭和29年11月3日 松任町               | 松任町                         | 昭和45年10月10日 市制 松任市   | 平成17年2月1日 白山市          | 白山市   |
| 石 川 郡 | 平木村       | 平木村       | 平木村                | 平木村                                  | 平木村                  | 出城村                     | 出城村                          | 出城村                        | 出城村                       | 昭和29年11月3日 松任町               | 松任町                         | 昭和45年10月10日 市制 松任市   | 平成17年2月1日 白山市          | 白山市   |
| 石 川 郡 | 竹松村       | 竹松村       | 竹松村                | 竹松村                                  | 竹松村                  | 出城村                     | 出城村                          | 出城村                        | 出城村                       | 昭和29年11月3日 松任町               | 松任町                         | 昭和45年10月10日 市制 松任市   | 平成17年2月1日 白山市          | 白山市   |
| 石 川 郡 | 相川村       | 相川村       | 相川村                | 相川村                                  | 相川村                  | 御手洗村                   | 御手洗村                        | 御手洗村                      | 御手洗村                     | 昭和29年11月3日 松任町               | 松任町                         | 昭和45年10月10日 市制 松任市   | 平成17年2月1日 白山市          | 白山市   |
| 石 川 郡 | 相川新村     | 相川新村     | 相川新村              | 相川新村                                | 相川新村                | 御手洗村                   | 御手洗村                        | 御手洗村                      | 御手洗村                     | 昭和29年11月3日 松任町               | 松任町                         | 昭和45年10月10日 市制 松任市   | 平成17年2月1日 白山市          | 白山市   |
| 石 川 郡 | 村井新村     | 村井新村     | 村井新村              | 村井新村                                | 村井新村                | 御手洗村                   | 御手洗村                        | 御手洗村                      | 御手洗村                     | 昭和29年11月3日 松任町               | 松任町                         | 昭和45年10月10日 市制 松任市   | 平成17年2月1日 白山市          | 白山市   |
| 石 川 郡 | 徳光村       | 徳光村       | 徳光村                | 徳光村                                  | 徳光村                  | 御手洗村                   | 御手洗村                        | 御手洗村                      | 御手洗村                     | 昭和29年11月3日 松任町               | 松任町                         | 昭和45年10月10日 市制 松任市   | 平成17年2月1日 白山市          | 白山市   |
| 石 川 郡 | 徳丸村       | 徳丸村       | 徳丸村                | 徳丸村                                  | 徳丸村                  | 中奥村                     | 中奥村                          | 中奥村                        | 中奥村                       | 昭和29年11月3日 松任町               | 松任町                         | 昭和45年10月10日 市制 松任市   | 平成17年2月1日 白山市          | 白山市   |
| 石 川 郡 | 乾垣内村     | 乾垣内村     | 乾垣内村              | 乾垣内村                                | 乾垣内村                | 中奥村                     | 中奥村                          | 中奥村                        | 中奥村                       | 昭和29年11月3日 松任町               | 松任町                         | 昭和45年10月10日 市制 松任市   | 平成17年2月1日 白山市          | 白山市   |
| 石 川 郡 | 町村         | 町村         | 町村                  | 町村                                    | 町村                    | 中奥村                     | 中奥村                          | 中奥村                        | 中奥村                       | 昭和29年11月3日 松任町               | 松任町                         | 昭和45年10月10日 市制 松任市   | 平成17年2月1日 白山市          | 白山市   |
| 石 川 郡 | 長竹村       | 長竹村       | 長竹村                | 長竹村                                  | 長竹村                  | 中奥村                     | 中奥村                          | 中奥村                        | 中奥村                       | 昭和29年11月3日 松任町               | 松任町                         | 昭和45年10月10日 市制 松任市   | 平成17年2月1日 白山市          | 白山市   |
| 石 川 郡 | 幸明村       | 幸明村       | 幸明村                | 幸明村                                  | 幸明村                  | 中奥村                     | 中奥村                          | 中奥村                        | 中奥村                       | 昭和29年11月3日 松任町               | 松任町                         | 昭和45年10月10日 市制 松任市   | 平成17年2月1日 白山市          | 白山市   |
| 石 川 郡 | 三浦村       | 三浦村       | 三浦村                | 三浦村                                  | 三浦村                  | 中奥村                     | 中奥村                          | 中奥村                        | 中奥村                       | 昭和29年11月3日 松任町               | 松任町                         | 昭和45年10月10日 市制 松任市   | 平成17年2月1日 白山市          | 白山市   |
| 石 川 郡 | 橋爪村       | 橋爪村       | 橋爪村                | 橋爪村                                  | 橋爪村                  | 中奥村                     | 中奥村                          | 中奥村                        | 中奥村                       | 昭和29年11月3日 松任町               | 松任町                         | 昭和45年10月10日 市制 松任市   | 平成17年2月1日 白山市          | 白山市   |
| 石 川 郡 | 橋爪新村     | 橋爪新村     | 橋爪新村              | 橋爪新村                                | 橋爪新村                | 中奥村                     | 中奥村                          | 中奥村                        | 中奥村                       | 昭和29年11月3日 松任町               | 松任町                         | 昭和45年10月10日 市制 松任市   | 平成17年2月1日 白山市          | 白山市   |
| 石 川 郡 | 五歩市村     | 五歩市村     | 五歩市村              | 五歩市村                                | 五歩市村                | 中奥村                     | 中奥村                          | 中奥村                        | 中奥村                       | 昭和29年11月3日 松任町               | 松任町                         | 昭和45年10月10日 市制 松任市   | 平成17年2月1日 白山市          | 白山市   |
| 石 川 郡 | 倉光村       | 倉光村       | 倉光村                | 倉光村                                  | 倉光村                  | 中奥村                     | 中奥村                          | 中奥村                        | 中奥村                       | 昭和29年11月3日 松任町               | 松任町                         | 昭和45年10月10日 市制 松任市   | 平成17年2月1日 白山市          | 白山市   |
| 石 川 郡 | 福正寺村     | 福正寺村     | 福正寺村              | 福正寺村                                | 福正寺村                | 中奥村                     | 中奥村                          | 中奥村                        | 中奥村                       | 昭和29年11月3日 松任町               | 松任町                         | 昭和45年10月10日 市制 松任市   | 平成17年2月1日 白山市          | 白山市   |
| 石 川 郡 | 菅波村       | 菅波村       | 菅波村                | 菅波村                                  | 菅波村                  | 林中村                     | 林中村                          | 林中村                        | 林中村                       | 昭和29年11月3日 松任町               | 松任町                         | 昭和45年10月10日 市制 松任市   | 平成17年2月1日 白山市          | 白山市   |
| 石 川 郡 | 乙丸村       | 乙丸村       | 乙丸村                | 乙丸村                                  | 乙丸村                  | 林中村                     | 林中村                          | 林中村                        | 林中村                       | 昭和29年11月3日 松任町               | 松任町                         | 昭和45年10月10日 市制 松任市   | 平成17年2月1日 白山市          | 白山市   |
| 石 川 郡 | 坊丸村       | 坊丸村       | 坊丸村                | 坊丸村                                  | 坊丸村                  | 林中村                     | 林中村                          | 林中村                        | 林中村                       | 昭和29年11月3日 松任町               | 松任町                         | 昭和45年10月10日 市制 松任市   | 平成17年2月1日 白山市          | 白山市   |
| 石 川 郡 | 館村         | 館村         | 館村                  | 館村                                    | 明治14年 改称 田地村    | 林中村                     | 林中村                          | 林中村                        | 林中村                       | 昭和29年11月3日 松任町               | 松任町                         | 昭和45年10月10日 市制 松任市   | 平成17年2月1日 白山市          | 白山市   |
| 石 川 郡 | 今西村       | 今西村       | 今西村                | 今西村                                  | 今西村                  | 林中村                     | 林中村                          | 林中村                        | 林中村                       | 昭和29年11月3日 松任町               | 松任町                         | 昭和45年10月10日 市制 松任市   | 平成17年2月1日 白山市          | 白山市   |
| 石 川 郡 | 木津村       | 木津村       | 木津村                | 木津村                                  | 木津村                  | 林中村                     | 林中村                          | 林中村                        | 林中村                       | 昭和29年11月3日 松任町               | 松任町                         | 昭和45年10月10日 市制 松任市   | 平成17年2月1日 白山市          | 白山市   |
| 石 川 郡 | 上二口村     | 上二口村     | 上二口村              | 上二口村                                | 上二口村                | 林中村                     | 林中村                          | 林中村                        | 林中村                       | 昭和29年11月3日 松任町               | 松任町                         | 昭和45年10月10日 市制 松任市   | 平成17年2月1日 白山市          | 白山市   |
| 石 川 郡 | 平松村       | 平松村       | 平松村                | 平松村                                  | 平松村                  | 林中村                     | 林中村                          | 林中村                        | 林中村                       | 昭和29年11月3日 松任町               | 松任町                         | 昭和45年10月10日 市制 松任市   | 平成17年2月1日 白山市          | 白山市   |
| 石 川 郡 | 剣崎村       | 剣崎村       | 剣崎村                | 剣崎村                                  | 剣崎村                  | 林中村                     | 林中村                          | 林中村                        | 林中村                       | 昭和29年11月3日 松任町               | 松任町                         | 昭和45年10月10日 市制 松任市   | 平成17年2月1日 白山市          | 白山市   |
| 石 川 郡 | 福留村       | 福留村       | 福留村                | 福留村                                  | 福留村                  | 福留村                     | 福留村                          | 昭和9年7月15日 石川村         | 石川村                       | 昭和29年11月3日 松任町               | 松任町                         | 昭和45年10月10日 市制 松任市   | 平成17年2月1日 白山市          | 白山市   |
| 石 川 郡 | 源兵衛島新村 | 源兵衛島新村 | 源兵衛島新村          | 源兵衛島新村                            | 源兵衛島新村            | 福留村                     | 福留村                          | 昭和9年7月15日 石川村         | 石川村                       | 昭和29年11月3日 松任町               | 松任町                         | 昭和45年10月10日 市制 松任市   | 平成17年2月1日 白山市          | 白山市   |
| 石 川 郡 | 流安田村     | 流安田村     | 流安田村              | 流安田村                                | 流安田村                | 福留村                     | 福留村                          | 昭和9年7月15日 石川村         | 石川村                       | 昭和29年11月3日 松任町               | 松任町                         | 昭和45年10月10日 市制 松任市   | 平成17年2月1日 白山市          | 白山市   |
| 石 川 郡 | 四屋村       | 四屋村       | 四屋村                | 四屋村                                  | 四屋村                  | 福留村                     | 福留村                          | 昭和9年7月15日 石川村         | 石川村                       | 昭和29年11月3日 松任町               | 松任町                         | 昭和45年10月10日 市制 松任市   | 平成17年2月1日 白山市          | 白山市   |
| 石 川 郡 | 水島村       | 水島村       | 水島村                | 水島村                                  | 水島村                  | 比楽島村                   | 比楽島村                        | 昭和9年7月15日 石川村         | 石川村                       | 昭和29年11月3日 松任町               | 松任町                         | 昭和45年10月10日 市制 松任市   | 平成17年2月1日 白山市          | 白山市   |
| 石 川 郡 | 源兵衛島村   | 源兵衛島村   | 源兵衛島村            | 源兵衛島村                              | 源兵衛島村              | 比楽島村                   | 比楽島村                        | 昭和9年7月15日 石川村         | 石川村                       | 昭和29年11月3日 松任町               | 松任町                         | 昭和45年10月10日 市制 松任市   | 平成17年2月1日 白山市          | 白山市   |
| 石 川 郡 | 上安田村     | 上安田村     | 上安田村              | 上安田村                                | 上安田村                | 比楽島村                   | 比楽島村                        | 昭和9年7月15日 石川村         | 石川村                       | 昭和29年11月3日 松任町               | 松任町                         | 昭和45年10月10日 市制 松任市   | 平成17年2月1日 白山市          | 白山市   |
| 石 川 郡 | 福永村       | 福永村       | 福永村                | 福永村                                  | 福永村                  | 比楽島村                   | 比楽島村                        | 昭和9年7月15日 石川村         | 石川村                       | 昭和29年11月3日 松任町               | 松任町                         | 昭和45年10月10日 市制 松任市   | 平成17年2月1日 白山市          | 白山市   |
| 石 川 郡 | 運上島村     | 運上島村     | 運上島村              | 運上島村                                | 運上島村                | 比楽島村                   | 比楽島村                        | 昭和9年7月15日 石川村         | 石川村                       | 昭和29年11月3日 松任町               | 松任町                         | 昭和45年10月10日 市制 松任市   | 平成17年2月1日 白山市          | 白山市   |
| 石 川 郡 | 番田村       | 番田村       | 番田村                | 番田村                                  | 番田村                  | 比楽島村                   | 比楽島村                        | 昭和9年7月15日 石川村         | 石川村                       | 昭和29年11月3日 松任町               | 松任町                         | 昭和45年10月10日 市制 松任市   | 平成17年2月1日 白山市          | 白山市   |
| 能 美 郡 | 出合島村     | 出合島村     | 出合島村              | 出合島村                                | 出合島村                | 砂川村                     | 明治24年11月21日 比楽島村に編入 | 昭和9年7月15日 石川村         | 石川村                       | 昭和29年11月3日 松任町               | 松任町                         | 昭和45年10月10日 市制 松任市   | 平成17年2月1日 白山市          | 白山市   |
| 能 美 郡 | 尾添村       | 尾添村       | 尾添村                | 尾添村                                  | 尾添村                  | 尾口村                     | 尾口村                          | 尾口村                        | 尾口村                       | 昭和29年6月1日 所属変更 石川郡尾口村 | 尾口村                         | 尾口村                         | 平成17年2月1日 白山市          | 白山市   |
| 能 美 郡 | 荒谷村       | 荒谷村       | 荒谷村                | 荒谷村                                  | 明治16年 改称 東荒谷村  | 尾口村                     | 尾口村                          | 尾口村                        | 尾口村                       | 昭和29年6月1日 所属変更 石川郡尾口村 | 尾口村                         | 尾口村                         | 平成17年2月1日 白山市          | 白山市   |
| 大 野 郡 | 二口村       | 二口村       | 二口村                | 明治5年11月17日 所属変更 能美郡二口村   | 明治16年 改称 東二口村  | 尾口村                     | 尾口村                          | 尾口村                        | 尾口村                       | 昭和29年6月1日 所属変更 石川郡尾口村 | 尾口村                         | 尾口村                         | 平成17年2月1日 白山市          | 白山市   |
| 大 野 郡 | 女原村       | 女原村       | 女原村                | 明治5年11月17日 所属変更 能美郡女原村   | 女原村                  | 尾口村                     | 尾口村                          | 尾口村                        | 尾口村                       | 昭和29年6月1日 所属変更 石川郡尾口村 | 尾口村                         | 尾口村                         | 平成17年2月1日 白山市          | 白山市   |
| 大 野 郡 | 瀬戸村       | 瀬戸村       | 瀬戸村                | 明治5年11月17日 所属変更 能美郡瀬戸村   | 瀬戸村                  | 尾口村                     | 尾口村                          | 尾口村                        | 尾口村                       | 昭和29年6月1日 所属変更 石川郡尾口村 | 尾口村                         | 尾口村                         | 平成17年2月1日 白山市          | 白山市   |
| 大 野 郡 | 五味島村     | 五味島村     | 五味島村              | 明治5年11月17日 所属変更 能美郡五味島村 | 五味島村                | 尾口村                     | 尾口村                          | 尾口村                        | 尾口村                       | 昭和29年6月1日 所属変更 石川郡尾口村 | 尾口村                         | 尾口村                         | 平成17年2月1日 白山市          | 白山市   |
| 大 野 郡 | 釜谷村       | 釜谷村       | 釜谷村                | 明治5年11月17日 所属変更 能美郡釜谷村   | 釜谷村                  | 尾口村                     | 尾口村                          | 尾口村                        | 尾口村                       | 昭和29年6月1日 所属変更 石川郡尾口村 | 尾口村                         | 尾口村                         | 平成17年2月1日 白山市          | 白山市   |
| 大 野 郡 | 鴇ヶ谷村     | 鴇ヶ谷村     | 鴇ヶ谷村              | 明治5年11月17日 所属変更 能美郡鴇ヶ谷村 | 鴇ヶ谷村                | 尾口村                     | 尾口村                          | 尾口村                        | 尾口村                       | 昭和29年6月1日 所属変更 石川郡尾口村 | 尾口村                         | 尾口村                         | 平成17年2月1日 白山市          | 白山市   |
| 大 野 郡 | 深瀬村       | 深瀬村       | 深瀬村                | 明治5年11月17日 所属変更 能美郡深瀬村   | 深瀬村                  | 尾口村                     | 尾口村                          | 尾口村                        | 尾口村                       | 昭和29年6月1日 所属変更 石川郡尾口村 | 尾口村                         | 尾口村                         | 平成17年2月1日 白山市          | 白山市   |
| 大 野 郡 | 牛首村       | 牛首村       | 牛首村                | 明治5年11月17日 所属変更 能美郡牛首村   | 明治9年 古府村          | 白峰村                     | 白峰村                          | 白峰村                        | 白峰村                       | 昭和29年6月1日 所属変更 石川郡白峰村 | 白峰村                         | 白峰村                         | 平成17年2月1日 白山市          | 白山市   |
| 大 野 郡 | 風嵐村       | 風嵐村       | 風嵐村                | 明治5年11月17日 所属変更 能美郡風嵐村   | 明治9年 古府村          | 白峰村                     | 白峰村                          | 白峰村                        | 白峰村                       | 昭和29年6月1日 所属変更 石川郡白峰村 | 白峰村                         | 白峰村                         | 平成17年2月1日 白山市          | 白山市   |
| 大 野 郡 | 島村         | 島村         | 島村                  | 明治5年11月17日 所属変更 能美郡島村     | 明治15年 改称 桑島村    | 白峰村                     | 白峰村                          | 白峰村                        | 白峰村                       | 昭和29年6月1日 所属変更 石川郡白峰村 | 白峰村                         | 白峰村                         | 平成17年2月1日 白山市          | 白山市   |
| 大 野 郡 | 下田原村     | 下田原村     | 下田原村              | 明治5年11月17日 所属変更 能美郡下田原村 | 下田原村                | 白峰村                     | 白峰村                          | 白峰村                        | 白峰村                       | 昭和29年6月1日 所属変更 石川郡白峰村 | 白峰村                         | 白峰村                         | 平成17年2月1日 白山市          | 白山市   |
| 能 美 郡 | 別宮村       | 別宮村       | 別宮村                | 別宮村                                  | 別宮村                  | 別宮村                     | 明治40年8月5日 鳥越村           | 鳥越村                        | 鳥越村                       | 昭和29年6月1日 所属変更 石川郡鳥越村 | 鳥越村                         | 鳥越村                         | 平成17年2月1日 白山市          | 白山市   |
| 能 美 郡 | 別宮出村     | 別宮出村     | 別宮出村              | 別宮出村                                | 別宮出村                | 別宮村                     | 明治40年8月5日 鳥越村           | 鳥越村                        | 鳥越村                       | 昭和29年6月1日 所属変更 石川郡鳥越村 | 鳥越村                         | 鳥越村                         | 平成17年2月1日 白山市          | 白山市   |
| 能 美 郡 | 杉森村       | 杉森村       | 杉森村                | 杉森村                                  | 杉森村                  | 別宮村                     | 明治40年8月5日 鳥越村           | 鳥越村                        | 鳥越村                       | 昭和29年6月1日 所属変更 石川郡鳥越村 | 鳥越村                         | 鳥越村                         | 平成17年2月1日 白山市          | 白山市   |
| 能 美 郡 | 相滝村       | 相滝村       | 相滝村                | 相滝村                                  | 相滝村                  | 別宮村                     | 明治40年8月5日 鳥越村           | 鳥越村                        | 鳥越村                       | 昭和29年6月1日 所属変更 石川郡鳥越村 | 鳥越村                         | 鳥越村                         | 平成17年2月1日 白山市          | 白山市   |
| 能 美 郡 | 柳原村       | 柳原村       | 柳原村                | 柳原村                                  | 柳原村                  | 別宮村                     | 明治40年8月5日 鳥越村           | 鳥越村                        | 鳥越村                       | 昭和29年6月1日 所属変更 石川郡鳥越村 | 鳥越村                         | 鳥越村                         | 平成17年2月1日 白山市          | 白山市   |
| 能 美 郡 | 五十谷村     | 五十谷村     | 五十谷村              | 五十谷村                                | 五十谷村                | 別宮村                     | 明治40年8月5日 鳥越村           | 鳥越村                        | 鳥越村                       | 昭和29年6月1日 所属変更 石川郡鳥越村 | 鳥越村                         | 鳥越村                         | 平成17年2月1日 白山市          | 白山市   |
| 能 美 郡 | 野地村       | 野地村       | 野地村                | 野地村                                  | 野地村                  | 別宮村                     | 明治40年8月5日 鳥越村           | 鳥越村                        | 鳥越村                       | 昭和29年6月1日 所属変更 石川郡鳥越村 | 鳥越村                         | 鳥越村                         | 平成17年2月1日 白山市          | 白山市   |
| 能 美 郡 | 渡津村       | 渡津村       | 渡津村                | 渡津村                                  | 渡津村                  | 別宮村                     | 明治40年8月5日 鳥越村           | 鳥越村                        | 鳥越村                       | 昭和29年6月1日 所属変更 石川郡鳥越村 | 鳥越村                         | 鳥越村                         | 平成17年2月1日 白山市          | 白山市   |
| 能 美 郡 | 左礫村       | 左礫村       | 左礫村                | 左礫村                                  | 左礫村                  | 別宮村                     | 明治40年8月5日 鳥越村           | 鳥越村                        | 鳥越村                       | 昭和29年6月1日 所属変更 石川郡鳥越村 | 鳥越村                         | 鳥越村                         | 平成17年2月1日 白山市          | 白山市   |
| 能 美 郡 | 三ツ瀬村     | 三ツ瀬村     | 三ツ瀬村              | 三ツ瀬村                                | 三ツ瀬村                | 別宮村                     | 明治40年8月5日 鳥越村           | 鳥越村                        | 鳥越村                       | 昭和29年6月1日 所属変更 石川郡鳥越村 | 鳥越村                         | 鳥越村                         | 平成17年2月1日 白山市          | 白山市   |
| 能 美 郡 | 数瀬村       | 数瀬村       | 数瀬村                | 数瀬村                                  | 数瀬村                  | 別宮村                     | 明治40年8月5日 鳥越村           | 鳥越村                        | 鳥越村                       | 昭和29年6月1日 所属変更 石川郡鳥越村 | 鳥越村                         | 鳥越村                         | 平成17年2月1日 白山市          | 白山市   |
| 能 美 郡 | 阿手村       | 阿手村       | 阿手村                | 阿手村                                  | 阿手村                  | 別宮村                     | 明治40年8月5日 鳥越村           | 鳥越村                        | 鳥越村                       | 昭和29年6月1日 所属変更 石川郡鳥越村 | 鳥越村                         | 鳥越村                         | 平成17年2月1日 白山市          | 白山市   |
| 能 美 郡 | 神子清水村   | 神子清水村   | 神子清水村            | 神子清水村                              | 神子清水村              | 別宮村                     | 明治40年8月5日 鳥越村           | 鳥越村                        | 鳥越村                       | 昭和29年6月1日 所属変更 石川郡鳥越村 | 鳥越村                         | 鳥越村                         | 平成17年2月1日 白山市          | 白山市   |
| 能 美 郡 | 広瀬村       | 広瀬村       | 広瀬村                | 広瀬村                                  | 広瀬村                  | 河野村                     | 明治40年8月5日 鳥越村           | 鳥越村                        | 鳥越村                       | 昭和29年6月1日 所属変更 石川郡鳥越村 | 鳥越村                         | 鳥越村                         | 平成17年2月1日 白山市          | 白山市   |
| 能 美 郡 | 瀬木野村     | 瀬木野村     | 瀬木野村              | 瀬木野村                                | 瀬木野村                | 河野村                     | 明治40年8月5日 鳥越村           | 鳥越村                        | 鳥越村                       | 昭和29年6月1日 所属変更 石川郡鳥越村 | 鳥越村                         | 鳥越村                         | 平成17年2月1日 白山市          | 白山市   |
| 能 美 郡 | 河合村       | 河合村       | 河合村                | 河合村                                  | 河合村                  | 河野村                     | 明治40年8月5日 鳥越村           | 鳥越村                        | 鳥越村                       | 昭和29年6月1日 所属変更 石川郡鳥越村 | 鳥越村                         | 鳥越村                         | 平成17年2月1日 白山市          | 白山市   |
| 能 美 郡 | 若原村       | 若原村       | 若原村                | 若原村                                  | 若原村                  | 河野村                     | 明治40年8月5日 鳥越村           | 鳥越村                        | 鳥越村                       | 昭和29年6月1日 所属変更 石川郡鳥越村 | 鳥越村                         | 鳥越村                         | 平成17年2月1日 白山市          | 白山市   |
| 能 美 郡 | 下野村       | 下野村       | 下野村                | 下野村                                  | 下野村                  | 河野村                     | 明治40年8月5日 鳥越村           | 鳥越村                        | 鳥越村                       | 昭和29年6月1日 所属変更 石川郡鳥越村 | 鳥越村                         | 鳥越村                         | 平成17年2月1日 白山市          | 白山市   |
| 能 美 郡 | 上野村       | 上野村       | 上野村                | 上野村                                  | 上野村                  | 河野村                     | 明治40年8月5日 鳥越村           | 鳥越村                        | 鳥越村                       | 昭和29年6月1日 所属変更 石川郡鳥越村 | 鳥越村                         | 鳥越村                         | 平成17年2月1日 白山市          | 白山市   |
| 能 美 郡 | 三坂村       | 三坂村       | 三坂村                | 三坂村                                  | 三坂村                  | 河野村                     | 明治40年8月5日 鳥越村           | 鳥越村                        | 鳥越村                       | 昭和29年6月1日 所属変更 石川郡鳥越村 | 鳥越村                         | 鳥越村                         | 平成17年2月1日 白山市          | 白山市   |
| 能 美 郡 | 二曲村       | 二曲村       | 二曲村                | 二曲村                                  | 明治8年 出合村          | 河野村                     | 明治40年8月5日 鳥越村           | 鳥越村                        | 鳥越村                       | 昭和29年6月1日 所属変更 石川郡鳥越村 | 鳥越村                         | 鳥越村                         | 平成17年2月1日 白山市          | 白山市   |
| 能 美 郡 | 清水村       | 清水村       | 清水村                | 清水村                                  | 明治8年 出合村          | 河野村                     | 明治40年8月5日 鳥越村           | 鳥越村                        | 鳥越村                       | 昭和29年6月1日 所属変更 石川郡鳥越村 | 鳥越村                         | 鳥越村                         | 平成17年2月1日 白山市          | 白山市   |
| 能 美 郡 | 釜清水村     | 釜清水村     | 釜清水村              | 釜清水村                                | 釜清水村                | 吉原村                     | 明治40年8月5日 鳥越村           | 鳥越村                        | 鳥越村                       | 昭和29年6月1日 所属変更 石川郡鳥越村 | 鳥越村                         | 鳥越村                         | 平成17年2月1日 白山市          | 白山市   |
| 能 美 郡 | 下吉谷村     | 下吉谷村     | 下吉谷村              | 下吉谷村                                | 下吉谷村                | 吉原村                     | 明治40年8月5日 鳥越村           | 鳥越村                        | 鳥越村                       | 昭和29年6月1日 所属変更 石川郡鳥越村 | 鳥越村                         | 鳥越村                         | 平成17年2月1日 白山市          | 白山市   |
| 能 美 郡 | 上吉谷村     | 上吉谷村     | 上吉谷村              | 上吉谷村                                | 上吉谷村                | 吉原村                     | 明治40年8月5日 鳥越村           | 鳥越村                        | 鳥越村                       | 昭和29年6月1日 所属変更 石川郡鳥越村 | 鳥越村                         | 鳥越村                         | 平成17年2月1日 白山市          | 白山市   |
| 能 美 郡 | 西佐良村     | 西佐良村     | 西佐良村              | 西佐良村                                | 西佐良村                | 吉原村                     | 明治40年8月5日 鳥越村           | 鳥越村                        | 鳥越村                       | 昭和29年6月1日 所属変更 石川郡鳥越村 | 鳥越村                         | 鳥越村                         | 平成17年2月1日 白山市          | 白山市   |
| 能 美 郡 | 三ツ屋野村   | 三ツ屋野村   | 三ツ屋野村            | 三ツ屋野村                              | 三ツ屋野村              | 吉原村                     | 明治40年8月5日 鳥越村           | 鳥越村                        | 鳥越村                       | 昭和29年6月1日 所属変更 石川郡鳥越村 | 鳥越村                         | 鳥越村                         | 平成17年2月1日 白山市          | 白山市   |
| 能 美 郡 | 河原山村     | 河原山村     | 河原山村              | 河原山村                                | 河原山村                | 吉原村                     | 明治40年8月5日 鳥越村           | 鳥越村                        | 鳥越村                       | 昭和29年6月1日 所属変更 石川郡鳥越村 | 鳥越村                         | 鳥越村                         | 平成17年2月1日 白山市          | 白山市   |
| 能 美 郡 | 仏師ヶ野村   | 仏師ヶ野村   | 仏師ヶ野村            | 仏師ヶ野村                              | 仏師ヶ野村              | 吉原村                     | 明治40年8月5日 鳥越村           | 鳥越村                        | 鳥越村                       | 昭和29年6月1日 所属変更 石川郡鳥越村 | 鳥越村                         | 鳥越村                         | 平成17年2月1日 白山市          | 白山市   |
| 能 美 郡 | 湊村         | 湊村         | 明治2年 石川郡美川町  | 明治4年 分立 能美郡湊村                 | 湊村                    | 湊村                       | 湊村                            | 湊村                          | 湊村                         | 昭和29年11月1日 美川町               | 美川町                         | 美川町                         | 平成17年2月1日 白山市          | 白山市   |
| 石 川 郡 | 本吉町       | 本吉町       | 明治2年 石川郡美川町  | 美川町                                  | 美川町                  | 美川町                     | 美川町                          | 美川町                        | 美川町                       | 昭和29年11月1日 美川町               | 美川町                         | 美川町                         | 平成17年2月1日 白山市          | 白山市   |
| 石 川 郡 | 西米光村     | 西米光村     | 西米光村              | 西米光村                                | 西米光村                | 蝶屋村                     | 蝶屋村                          | 蝶屋村                        | 蝶屋村                       | 昭和29年11月1日 美川町               | 美川町                         | 美川町                         | 平成17年2月1日 白山市          | 白山市   |
| 石 川 郡 | 蓮池村       | 蓮池村       | 蓮池村                | 蓮池村                                  | 蓮池村                  | 蝶屋村                     | 蝶屋村                          | 蝶屋村                        | 蝶屋村                       | 昭和29年11月1日 美川町               | 美川町                         | 美川町                         | 平成17年2月1日 白山市          | 白山市   |
| 石 川 郡 | 平加村       | 平加村       | 平加村                | 平加村                                  | 平加村                  | 蝶屋村                     | 蝶屋村                          | 蝶屋村                        | 蝶屋村                       | 昭和29年11月1日 美川町               | 美川町                         | 美川町                         | 平成17年2月1日 白山市          | 白山市   |
| 石 川 郡 | 手取新村     | 手取新村     | 手取新村              | 手取新村                                | 手取新村                | 蝶屋村                     | 蝶屋村                          | 蝶屋村                        | 蝶屋村                       | 昭和29年11月1日 美川町               | 美川町                         | 美川町                         | 平成17年2月1日 白山市          | 白山市   |
| 石 川 郡 | 本吉新村     | 本吉新村     | 本吉新村              | 本吉新村                                | 本吉新村                | 蝶屋村                     | 蝶屋村                          | 蝶屋村                        | 蝶屋村                       | 昭和29年11月1日 美川町               | 美川町                         | 美川町                         | 平成17年2月1日 白山市          | 白山市   |
| 石 川 郡 | 手取村       | 手取村       | 手取村                | 手取村                                  | 手取村                  | 蝶屋村                     | 蝶屋村                          | 蝶屋村                        | 蝶屋村                       | 昭和29年11月1日 美川町               | 美川町                         | 美川町                         | 平成17年2月1日 白山市          | 白山市   |
| 石 川 郡 | 長屋村       | 長屋村       | 長屋村                | 長屋村                                  | 長屋村                  | 蝶屋村                     | 蝶屋村                          | 蝶屋村                        | 蝶屋村                       | 昭和29年11月1日 美川町               | 美川町                         | 美川町                         | 平成17年2月1日 白山市          | 白山市   |
| 石 川 郡 | 末正村       | 末正村       | 末正村                | 末正村                                  | 末正村                  | 蝶屋村                     | 蝶屋村                          | 蝶屋村                        | 蝶屋村                       | 昭和29年11月1日 美川町               | 美川町                         | 美川町                         | 平成17年2月1日 白山市          | 白山市   |
| 石 川 郡 | 鹿島村       | 鹿島村       | 鹿島村                | 鹿島村                                  | 鹿島村                  | 蝶屋村                     | 蝶屋村                          | 蝶屋村                        | 蝶屋村                       | 昭和29年11月1日 美川町               | 美川町                         | 美川町                         | 平成17年2月1日 白山市          | 白山市   |
| 石 川 郡 | 吉野村       | 吉野村       | 吉野村                | 吉野村                                  | 吉野村                  | 吉野谷村                   | 吉野谷村                        | 吉野谷村                      | 吉野谷村                     | 吉野谷村                             | 吉野谷村                       | 吉野谷村                       | 平成17年2月1日 白山市          | 白山市   |
| 石 川 郡 | 佐良村       | 佐良村       | 佐良村                | 佐良村                                  | 佐良村                  | 吉野谷村                   | 吉野谷村                        | 吉野谷村                      | 吉野谷村                     | 吉野谷村                             | 吉野谷村                       | 吉野谷村                       | 平成17年2月1日 白山市          | 白山市   |
| 石 川 郡 | 瀬波村       | 瀬波村       | 瀬波村                | 瀬波村                                  | 瀬波村                  | 吉野谷村                   | 吉野谷村                        | 吉野谷村                      | 吉野谷村                     | 吉野谷村                             | 吉野谷村                       | 吉野谷村                       | 平成17年2月1日 白山市          | 白山市   |
| 石 川 郡 | 木滑村       | 木滑村       | 木滑村                | 木滑村                                  | 木滑村                  | 吉野谷村                   | 吉野谷村                        | 吉野谷村                      | 吉野谷村                     | 吉野谷村                             | 吉野谷村                       | 吉野谷村                       | 平成17年2月1日 白山市          | 白山市   |
| 石 川 郡 | 市原村       | 市原村       | 市原村                | 市原村                                  | 市原村                  | 吉野谷村                   | 吉野谷村                        | 吉野谷村                      | 吉野谷村                     | 吉野谷村                             | 吉野谷村                       | 吉野谷村                       | 平成17年2月1日 白山市          | 白山市   |
| 石 川 郡 | 中宮村       | 中宮村       | 中宮村                | 中宮村                                  | 中宮村                  | 吉野谷村                   | 吉野谷村                        | 吉野谷村                      | 吉野谷村                     | 吉野谷村                             | 吉野谷村                       | 吉野谷村                       | 平成17年2月1日 白山市          | 白山市   |
| 石 川 郡 | 木滑新村     | 木滑新村     | 木滑新村              | 木滑新村                                | 木滑新村                | 吉野谷村                   | 吉野谷村                        | 吉野谷村                      | 吉野谷村                     | 吉野谷村                             | 吉野谷村                       | 吉野谷村                       | 平成17年2月1日 白山市          | 白山市   |
| 石 川 郡 | 中直海村     | 中直海村     | 中直海村              | 中直海村                                | 中直海村                | 河内村                     | 河内村                          | 河内村                        | 河内村                       | 河内村                               | 河内村                         | 河内村                         | 平成17年2月1日 白山市          | 白山市   |
| 石 川 郡 | 福岡村       | 福岡村       | 福岡村                | 福岡村                                  | 福岡村                  | 河内村                     | 河内村                          | 河内村                        | 河内村                       | 河内村                               | 河内村                         | 河内村                         | 平成17年2月1日 白山市          | 白山市   |
| 石 川 郡 | 江津村       | 江津村       | 江津村                | 江津村                                  | 江津村                  | 河内村                     | 河内村                          | 河内村                        | 河内村                       | 河内村                               | 河内村                         | 河内村                         | 平成17年2月1日 白山市          | 白山市   |
| 石 川 郡 | 口直海村     | 口直海村     | 口直海村              | 口直海村                                | 口直海村                | 河内村                     | 河内村                          | 河内村                        | 河内村                       | 河内村                               | 河内村                         | 河内村                         | 平成17年2月1日 白山市          | 白山市   |
| 石 川 郡 | 吉岡村       | 吉岡村       | 吉岡村                | 吉岡村                                  | 吉岡村                  | 河内村                     | 河内村                          | 河内村                        | 河内村                       | 河内村                               | 河内村                         | 河内村                         | 平成17年2月1日 白山市          | 白山市   |
| 石 川 郡 | 久保村       | 久保村       | 久保村                | 久保村                                  | 久保村                  | 河内村                     | 河内村                          | 河内村                        | 河内村                       | 河内村                               | 河内村                         | 河内村                         | 平成17年2月1日 白山市          | 白山市   |
| 石 川 郡 | 吹上村       | 吹上村       | 吹上村                | 吹上村                                  | 吹上村                  | 河内村                     | 河内村                          | 河内村                        | 河内村                       | 河内村                               | 河内村                         | 河内村                         | 平成17年2月1日 白山市          | 白山市   |
| 石 川 郡 | 板尾村       | 板尾村       | 板尾村                | 板尾村                                  | 板尾村                  | 河内村                     | 河内村                          | 河内村                        | 河内村                       | 河内村                               | 河内村                         | 河内村                         | 平成17年2月1日 白山市          | 白山市   |
| 石 川 郡 | 金間村       | 金間村       | 金間村                | 金間村                                  | 金間村                  | 河内村                     | 河内村                          | 河内村                        | 河内村                       | 河内村                               | 河内村                         | 河内村                         | 平成17年2月1日 白山市          | 白山市   |
| 石 川 郡 | 下折村       | 下折村       | 下折村                | 下折村                                  | 下折村                  | 河内村                     | 河内村                          | 河内村                        | 河内村                       | 河内村                               | 河内村                         | 河内村                         | 平成17年2月1日 白山市          | 白山市   |
| 石 川 郡 | 内尾村       | 内尾村       | 内尾村                | 内尾村                                  | 内尾村                  | 河内村                     | 河内村                          | 河内村                        | 河内村                       | 河内村                               | 河内村                         | 河内村                         | 平成17年2月1日 白山市          | 白山市   |
| 石 川 郡 | 奥池村       | 奥池村       | 奥池村                | 奥池村                                  | 奥池村                  | 河内村                     | 河内村                          | 河内村                        | 河内村                       | 河内村                               | 河内村                         | 河内村                         | 平成17年2月1日 白山市          | 白山市   |
| 石 川 郡 | 石切小原村   | 石切小原村   | 石切小原村            | 石切小原村                              | 石切小原村              | 河内村                     | 河内村                          | 河内村                        | 昭和26年4月1日 分立 一ノ宮村 | 昭和29年11月1日 鶴来町               | 鶴来町                         | 鶴来町                         | 平成17年2月1日 白山市          | 白山市   |
| 石 川 郡 | 八幡村       | 八幡村       | 八幡村                | 八幡村                                  | 八幡村                  | 河内村                     | 河内村                          | 河内村                        | 昭和26年4月1日 分立 一ノ宮村 | 昭和29年11月1日 鶴来町               | 鶴来町                         | 鶴来町                         | 平成17年2月1日 白山市          | 白山市   |
| 石 川 郡 | 三宮村       | 三宮村       | 三宮村                | 三宮村                                  | 三宮村                  | 河内村                     | 河内村                          | 河内村                        | 昭和26年4月1日 分立 一ノ宮村 | 昭和29年11月1日 鶴来町               | 鶴来町                         | 鶴来町                         | 平成17年2月1日 白山市          | 白山市   |
| 石 川 郡 | 白山村       | 白山村       | 白山村                | 白山村                                  | 白山村                  | 河内村                     | 河内村                          | 河内村                        | 昭和26年4月1日 分立 一ノ宮村 | 昭和29年11月1日 鶴来町               | 鶴来町                         | 鶴来町                         | 平成17年2月1日 白山市          | 白山市   |
| 石 川 郡 | 中島村       | 中島村       | 中島村                | 中島村                                  | 中島村                  | 河内村                     | 河内村                          | 河内村                        | 昭和26年4月1日 分立 一ノ宮村 | 昭和29年11月1日 鶴来町               | 鶴来町                         | 鶴来町                         | 平成17年2月1日 白山市          | 白山市   |
| 石 川 郡 | 鶴来村       | 鶴来村       | 鶴来村                | 鶴来村                                  | 明治14年 改称 鶴来町    | 鶴来町                     | 鶴来町                          | 鶴来町                        | 鶴来町                       | 昭和29年11月1日 鶴来町               | 鶴来町                         | 鶴来町                         | 平成17年2月1日 白山市          | 白山市   |
| 石 川 郡 | 行町村       | 行町村       | 行町村                | 行町村                                  | 行町村                  | 舘畑村                     | 舘畑村                          | 舘畑村                        | 舘畑村                       | 昭和29年11月1日 鶴来町               | 鶴来町                         | 鶴来町                         | 平成17年2月1日 白山市          | 白山市   |
| 石 川 郡 | 針道村       | 針道村       | 針道村                | 針道村                                  | 針道村                  | 舘畑村                     | 舘畑村                          | 舘畑村                        | 舘畑村                       | 昭和29年11月1日 鶴来町               | 鶴来町                         | 鶴来町                         | 平成17年2月1日 白山市          | 白山市   |
| 石 川 郡 | 来同村       | 来同村       | 来同村                | 来同村                                  | 来同村                  | 舘畑村                     | 舘畑村                          | 舘畑村                        | 舘畑村                       | 昭和29年11月1日 鶴来町               | 鶴来町                         | 鶴来町                         | 平成17年2月1日 白山市          | 白山市   |
| 石 川 郡 | 日向村       | 日向村       | 日向村                | 日向村                                  | 日向村                  | 舘畑村                     | 舘畑村                          | 舘畑村                        | 舘畑村                       | 昭和29年11月1日 鶴来町               | 鶴来町                         | 鶴来町                         | 平成17年2月1日 白山市          | 白山市   |
| 石 川 郡 | 井口村       | 井口村       | 井口村                | 井口村                                  | 井口村                  | 舘畑村                     | 舘畑村                          | 舘畑村                        | 舘畑村                       | 昭和29年11月1日 鶴来町               | 鶴来町                         | 鶴来町                         | 平成17年2月1日 白山市          | 白山市   |
| 石 川 郡 | 明法島村     | 明法島村     | 明法島村              | 明法島村                                | 明法島村                | 舘畑村                     | 舘畑村                          | 舘畑村                        | 舘畑村                       | 昭和29年11月1日 鶴来町               | 鶴来町                         | 鶴来町                         | 平成17年2月1日 白山市          | 白山市   |
| 石 川 郡 | 大竹村       | 大竹村       | 大竹村                | 大竹村                                  | 大竹村                  | 舘畑村                     | 舘畑村                          | 舘畑村                        | 舘畑村                       | 昭和29年11月1日 鶴来町               | 鶴来町                         | 鶴来町                         | 平成17年2月1日 白山市          | 白山市   |
| 石 川 郡 | 柴木村       | 柴木村       | 柴木村                | 柴木村                                  | 柴木村                  | 舘畑村                     | 舘畑村                          | 舘畑村                        | 舘畑村                       | 昭和29年11月1日 鶴来町               | 鶴来町                         | 鶴来町                         | 平成17年2月1日 白山市          | 白山市   |
| 石 川 郡 | 安養寺村     | 安養寺村     | 安養寺村              | 安養寺村                                | 安養寺村                | 舘畑村                     | 舘畑村                          | 舘畑村                        | 舘畑村                       | 昭和29年11月1日 鶴来町               | 鶴来町                         | 鶴来町                         | 平成17年2月1日 白山市          | 白山市   |
| 石 川 郡 | 七原村       | 七原村       | 七原村                | 七原村                                  | 七原村                  | 舘畑村                     | 舘畑村                          | 舘畑村                        | 舘畑村                       | 昭和29年11月1日 鶴来町               | 鶴来町                         | 鶴来町                         | 平成17年2月1日 白山市          | 白山市   |
| 石 川 郡 | 道法寺村     | 道法寺村     | 道法寺村              | 道法寺村                                | 道法寺村                | 林村                       | 林村                            | 林村                          | 林村                         | 昭和29年11月1日 鶴来町               | 鶴来町                         | 鶴来町                         | 平成17年2月1日 白山市          | 白山市   |
| 石 川 郡 | 荒屋村       | 荒屋村       | 荒屋村                | 荒屋村                                  | 荒屋村                  | 林村                       | 林村                            | 林村                          | 林村                         | 昭和29年11月1日 鶴来町               | 鶴来町                         | 鶴来町                         | 平成17年2月1日 白山市          | 白山市   |
| 石 川 郡 | 坂尻村       | 坂尻村       | 坂尻村                | 坂尻村                                  | 坂尻村                  | 林村                       | 林村                            | 林村                          | 林村                         | 昭和29年11月1日 鶴来町               | 鶴来町                         | 鶴来町                         | 平成17年2月1日 白山市          | 白山市   |
| 石 川 郡 | 知気寺村     | 知気寺村     | 知気寺村              | 知気寺村                                | 知気寺村                | 林村                       | 林村                            | 林村                          | 林村                         | 昭和29年11月1日 鶴来町               | 鶴来町                         | 鶴来町                         | 平成17年2月1日 白山市          | 白山市   |
| 石 川 郡 | 曽谷村       | 曽谷村       | 曽谷村                | 曽谷村                                  | 曽谷村                  | 林村                       | 林村                            | 林村                          | 林村                         | 昭和29年11月1日 鶴来町               | 鶴来町                         | 鶴来町                         | 平成17年2月1日 白山市          | 白山市   |
| 石 川 郡 | 熱野村       | 熱野村       | 熱野村                | 熱野村                                  | 熱野村                  | 林村                       | 林村                            | 林村                          | 林村                         | 昭和29年11月1日 鶴来町               | 鶴来町                         | 鶴来町                         | 平成17年2月1日 白山市          | 白山市   |
| 石 川 郡 | 部入道村     | 部入道村     | 部入道村              | 部入道村                                | 部入道村                | 林村                       | 林村                            | 林村                          | 林村                         | 昭和29年11月1日 鶴来町               | 鶴来町                         | 鶴来町                         | 平成17年2月1日 白山市          | 白山市   |
| 石 川 郡 | 月橋村       | 月橋村       | 月橋村                | 月橋村                                  | 月橋村                  | 蔵山村                     | 蔵山村                          | 蔵山村                        | 蔵山村                       | 昭和29年11月1日 鶴来町               | 鶴来町                         | 鶴来町                         | 平成17年2月1日 白山市          | 白山市   |
| 石 川 郡 | 小柳村       | 小柳村       | 小柳村                | 小柳村                                  | 小柳村                  | 蔵山村                     | 蔵山村                          | 蔵山村                        | 蔵山村                       | 昭和29年11月1日 鶴来町               | 鶴来町                         | 鶴来町                         | 平成17年2月1日 白山市          | 白山市   |
| 石 川 郡 | 明島村       | 明島村       | 明島村                | 明島村                                  | 明島村                  | 蔵山村                     | 蔵山村                          | 蔵山村                        | 蔵山村                       | 昭和29年11月1日 鶴来町               | 鶴来町                         | 鶴来町                         | 平成17年2月1日 白山市          | 白山市   |
| 石 川 郡 | 日御子村     | 日御子村     | 日御子村              | 日御子村                                | 日御子村                | 蔵山村                     | 蔵山村                          | 蔵山村                        | 蔵山村                       | 昭和29年11月1日 鶴来町               | 鶴来町                         | 鶴来町                         | 平成17年2月1日 白山市          | 白山市   |
| 石 川 郡 | 森島村       | 森島村       | 森島村                | 森島村                                  | 森島村                  | 蔵山村                     | 蔵山村                          | 蔵山村                        | 蔵山村                       | 昭和29年11月1日 鶴来町               | 鶴来町                         | 鶴来町                         | 平成17年2月1日 白山市          | 白山市   |

## 行政
| 代 | 氏名       | 就任                       | 退任                       | 前職                   | 後職             |
| -- | ---------- | -------------------------- | -------------------------- | ---------------------- | ---------------- |
| 1  | 伊勢貞良   | 1878年（明治11年）12月17日 | 1880年（明治13年）11月8日  | 石川県第十一大区長     | 依願免本官       |
| 2  | 安達敬之   | 1880年（明治13年）11月12日 | 1890年（明治23年）12月27日 | 石川県五等属           | 能美郡長         |
| 3  | 杉村寛正   | 1890年（明治23年）12月27日 | 1891年（明治24年）9月18日  | 元能美郡長             | 依願免本官       |
| 4  | 富田輝象   | 1891年（明治24年）9月18日  | 1892年（明治25年）1月13日  | 石川郡書記             | 非職             |
| 5  | 隈元禎三   | 1892年（明治25年）1月13日  | 1892年（明治25年）3月7日   | 石川県警部金沢警察署長 | 鳳至郡長         |
| 6  | 平野一芳   | 1892年（明治25年）3月7日   | 1892年（明治25年）8月24日  | 石川県八等警部         | 非職             |
| 7  | 三好亙     | 1892年（明治25年）8月24日  | 1893年（明治26年）1月20日  | 河北郡長               | 石川県属         |
| 8  | 国枝逸蠖   | 1893年（明治26年）1月23日  | 1896年（明治29年）1月30日  | 珠洲郡長               | 依願免本官       |
| 9  | 三好亙     | 1896年（明治29年）1月31日  | 1897年（明治30年）4月30日  | 石川県属               | 石川県属         |
| 10 | 高橋寛     | 1897年（明治30年）4月30日  | 1897年（明治30年）11月18日 | 河北郡長               | 非職             |
| 11 | 小田野直清 | 1897年（明治30年）11月18日 | 1900年（明治33年）10月2日  | 石川県属               | 秋田県北秋田郡長 |
| 12 | 大庭忠規   | 1900年（明治33年）10月2日  | 1903年（明治36年）3月31日  | 秋田県北秋田郡長       | 依願免本官       |
| 13 | 柴田是     | 1903年（明治36年）3月31日  | 1909年（明治42年）1月18日  | 珠洲郡長               | 鹿島郡長         |
| 14 | 丹羽幹     | 1909年（明治42年）1月18日  | 1911年（明治44年）5月19日  | 鹿島郡長               | 休職             |
| 15 | 土田伊蔵   | 1911年（明治44年）5月19日  | 1914年（大正3年）3月9日    | 江沼郡長               | 鹿島郡長         |
| 16 | 富田輝象   | 1914年（大正3年）3月9日    | 1914年（大正3年）3月25日   | 能美郡長               | 依願免本官       |
| 17 | 関堂可一   | 1914年（大正3年）3月25日   | 1914年（大正3年）8月21日   | 石川県属               | 河北郡長         |
| 18 | 柴田是     | 1914年（大正3年）8月21日   | 1914年（大正3年）12月10日  | 能美郡長               | 依願免本官       |
| 19 | 松島喜五郎 | 1914年（大正3年）12月10日  | 1915年（大正4年）7月1日    | 元富山県高岡市長       | 北海道庁支庁長   |
| 20 | 小島勘重郎 | 1915年（大正4年）7月1日    | 1919年（大正8年）3月31日   | 鹿島郡長               | 能美郡長         |
| 21 | 関堂可一   | 1919年（大正8年）3月31日   | 1924年（大正13年）9月2日   | 能美郡長               | 依願免本官       |
| 22 | 城森省三   | 1924年（大正13年）9月2日   | 1926年（大正15年）7月1日   | 河北郡長               | 石川県地方事務官 |